# Liste der Straßennamen von Wien/Brigittenau
Liste der Straßen, Gassen und Plätze des 20. Wiener Gemeindebezirks Brigittenau

## Charakteristische Straßennamen in der Brigittenau
In der Brigittenau so wie auch in der Leopoldstadt sind die donaunahen Straßen im Zusammenhang mit dieser bzw. der Donauregulierung benannt.
- Folgende Verkehrsflächen wurden nach Nebenflüssen der Donau benannt:

Innstraße, Kampstraße, Leithastraße, Pielachgasse, Salzachstraße und Traisengasse; dazu im 2. Bezirk Ennsgasse, Erlafstraße, Innstraße und Ybbsstraße. In dieses Umfeld gehören auch die Donaueschingenstraße, die Marchfeldstraße, die Pöchlarnstraße und im 2. Bezirk die Wachaustraße
- Folgende Verkehrsflächen wurden nach Personen benannt, die mit der Donauregulierung in Zusammenhang stehen:

Engerthstraße, Wehlistraße, Pasettistraße, nur im 20. Bezirk: Gasteigergasse, Wexstraße
| Historische Straßennamen – Literatur – Weblinks |

## A

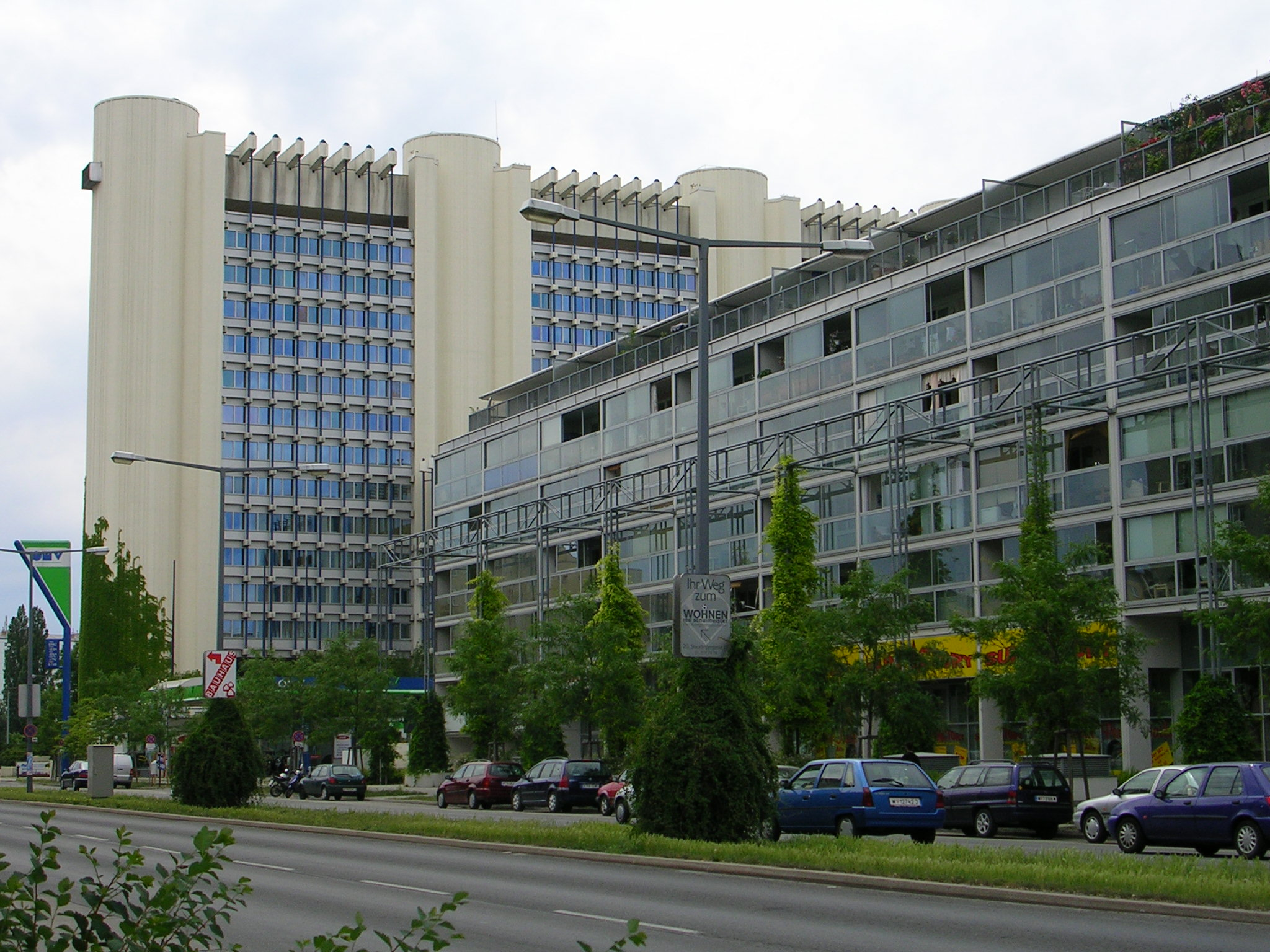
Adalbert-Stifter-Straße mit AUVA im Hintergrund

- Adalbert-Stifter-Straße, 1899 benannt nach Adalbert Stifter, einem der bedeutendsten Schriftsteller des österreichischen Biedermeiers. Neben seinen zahlreichen Erzählungen war er Herausgeber des Sammelbandes „Wien und die Wiener“, und er malte Stadtansichten von Wien.
- Adolf-Gstöttner-Gasse, 1956 benannt nach dem Bergbaufachmann Adolf Gstöttner (1874–1943), Oberbergrat, Beamter im Staatsamt für öffentliche Arbeiten, Mitglied der Geologischen Gesellschaft Wien, Generalsekretär des „Vereins der Bergwerksbesitzer Österreichs“.[1][2] Die Gasse hieß davor ab 1876 Straußgasse.
- Adolf-Schmidl-Gasse, 1910 benannt nach dem Topografen, Geographen, Höhlenforscher und Schriftsteller Adolf Schmidl (1802–1863), Professor für Geschichte, Geographie und Statistik am Josephs-Polytechnikum in Ofen. Er entwickelte die Speläologie als eigenständige wissenschaftliche Disziplin und prägte dafür den Begriff „Höhlenkunde“. Schmidl publizierte zahlreiche Arbeiten, darunter „Wien, wie es ist, in Beziehung auf Topographie, Statistik und geselliges Leben“ (1833) und „Wien’s Umgebungen auf 20 Stunden im Umkreise“ (3 Bände, 1835–1839). Neben seiner wissenschaftlichen Arbeit betätigte er sich auch als Schriftsteller, teils unter dem Pseudonym Salmoser.[3]
- Aignerstraße, 1921 benannt nach dem Porträtmaler Joseph Matthäus Aigner; er porträtierte unter anderem Kaiser Franz Joseph I., Kaiserin Elisabeth, Franz Grillparzer, Friedrich Halm und Nikolaus Lenau. Als Kommandant der Akademischen Legion machte Aigner 1848 die Oktoberkämpfe in Wien mit, wurde gefangen genommen und zum Tode verurteilt, jedoch vom Fürsten Windisch-Graetz begnadigt. Nach ihm ist auch der Aignersteg in der Brigittenau benannt.
- Allerheiligengasse, 1908 benannt nach der Allerheiligenkirche. Sie wurde 1769 als Kapelle errichtet, 1873 im Zuge der Donauregulierung gemeinsam mit dem Ort Zwischenbrücken abgetragen, 1905 am Allerheiligenplatz neu errichtet und 1945 durch Bomben zerstört. In den Jahren 1949–1950 wurde sie nach Plänen von Josef Vytiska in der Vorgartenstraße neu gebaut.
- Allerheiligenplatz, 1905 benannt; siehe Allerheiligengasse.
- Am Brigittenauer Sporn, 1973 benannt nach dem Teilungsbauwerk zwischen Donau und Donaukanal bei der Nussdorfer Wehr- und Schleusenanlage. 1866–1896: Sporngasse.
- Anton-Schmid-Promenade, 2002 benannt nach dem Installateur und Geschäftsbesitzer Anton Schmid (1900–1942). Während des Zweiten Weltkriegs war er Feldwebel in einer „Versprengtensammelstelle“. Nach der Besetzung von Wilna durch die Wehrmacht (1941) beschäftigte und schützte Anton Schmid rund 100 Juden, brachte rund 300 in Sicherheit und half beim Aufbau der jüdischen Widerstandsbewegung im besetzten Polen. Er wurde 1942 verhaftet und erschossen. Die Wohnungsanlage „Anton-Schmid-Hof“ in der Brigittenau ist ebenfalls nach ihm benannt. Die Promenade ist ein Gehweg am Donaukanal entlang der Brigittenauer Lände.

## B

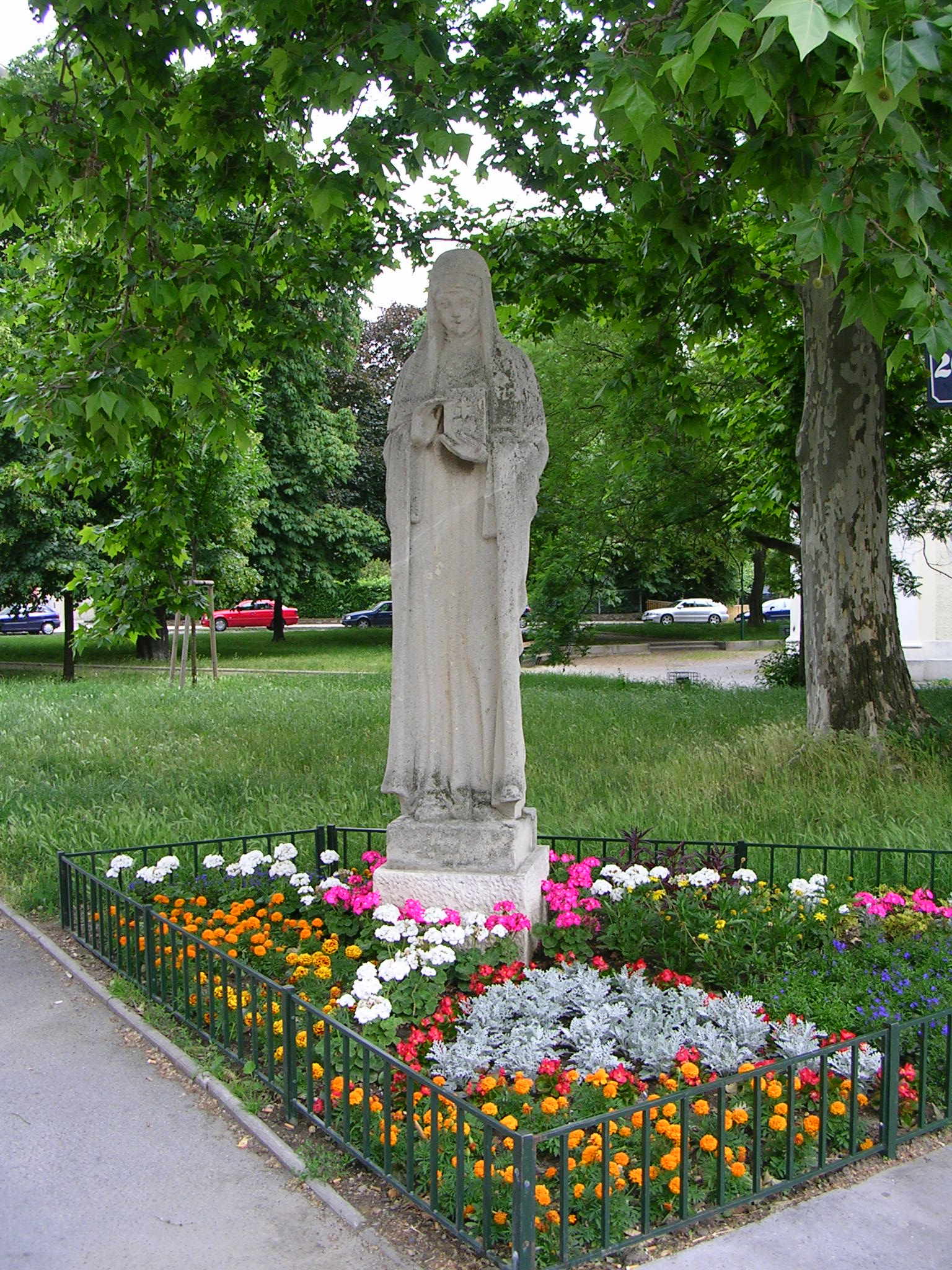
Statue der Hl. Brigitta im Forsthauspark

- Bäuerlegasse, 1885 benannt nach dem Schriftsteller und Journalisten Adolf Bäuerle; er gründete die Zeitungen Wiener Theaterzeitung (1804), Die Geißel (1848) und den Volksboten  (1848, später umbenannt in Wiener Telegraph). 1813 kreierte er in dem Stück „Die Bürger in Wien“ die Figur des „Staberl“. Zusammen mit Josef Alois Gleich und Carl Meisl gehörte Bäuerle zu den „großen Drei“ des Alt-Wiener Volkstheaters vor Ferdinand Raimund.
- Bianca-Bienenfeld-Straße, 2025 benannt nach der Gynäkologin Bianca Bienenfeld (1879–1929); sie promovierte 1904 als zweite Frau in Österreich in Medizin. Ab 1912 betrieb sie als erste Frauenärztin eine Privatpraxis in Wien.
- Brigittagasse, ca. 1868 benannt nach der damals hier in Bau befindlichen Brigittakirche; diese ist wiederum benannt nach Birgitta von Schweden (sic!, 1303–1373), der Heiligen und Namensgeberin des Bezirks. (Die schon ab 1645 auf die Heilige Bezug nehmende Brigittakapelle befindet sich in der Forsthausgasse.)
- Brigittaplatz, Benennungsdatum unbekannt; siehe Brigittagasse.
- Brigittenauer Lände, 1868 benannt nach der Schiffsanlegestelle an der Donau in der Brigittenau. Eine Lände oder Schiffslände ist ein einfacher Landeplatz an einem Gewässer. Anders als bei einem Hafen besteht keinerlei bauliche Abgrenzung zur Wasserstraße. An der Brigittenauer Lände legten seinerzeit die flussabwärts fahrenden Donauschiffe an. Die Brigittenau entstand zu einem guten Teil auf durch die Wiener Donauregulierung gewonnenem Neuland und wurde 1900 als 20. Bezirk von der Leopoldstadt abgetrennt. Die Benennung erfolgte nach der heiligen Birgitta von Schweden (1303–1373). Die Straße hieß vorher Alleegasse bzw. Donaustraße.
- Burghardtgasse, 1868 benannt, Herkunft unklar; möglicherweise nach einem vor-babenbergischen Markgrafen.

## D
- Dammstraße, 1852 benannt nach einem 1769–1784 erbauten Schutzdamm gegen Hochwasser; die spätere Wallensteinstraße wurde um 1863 ebenfalls als Dammstraße erwähnt.
- Denisgasse, 1874 benannt nach dem Schriftsteller, Übersetzer, Bibliothekar und Zoologen Michael Denis (1729–1800), Jesuit, Professor am Wiener Theresianum (ab 1759), Kustos der Hofbibliothek (ab 1784). Denis half mehrere Jahre dem österreichischen Naturforscher Ignaz Schiffermüller, die Schmetterlinge der Wiener Umgebung zu sammeln und zu bearbeiten. Als Ergebnis erschien 1775 das Systematische Verzeichnis der Schmetterlinge der Wienergegend.
- Dietmayrgasse, 1874 benannt nach dem Juristen Johann Georg Dietmayr von Dietmannsdorf, 1605–1667, Stadtrichter (1644–1648), Bürgermeister von Wien (1648–1654, 1656–1659 und 1664–1667).
- Donaueschingenstraße, 1897 benannt nach der Stadt Donaueschingen, dem Ursprungsort der Donau in Baden-Württemberg.
- Dresdner Straße, 1875 benannt nach Dresden, Hauptstadt des deutschen Königreichs Sachsen. Der Name „Dresden“ stammt von sorbisch: Drježdźany für Sumpf- oder Auwald-Bewohner. Die Benennung Dresdner Straße bezieht sich darauf, dass in Dresden kurz zuvor eine Wiener Straße benannt wurde. (Das Kaisertum Österreich und Sachsen waren im Deutschen Krieg 1866 Verbündete; siehe auch Leipziger Platz bzw. Straße und Sachsenplatz im 20. Bezirk.) Diese Straße erinnert daran, dass Dresden 1874 über die Österreichische Nordwestbahn und die Elbtalbahn mit Wien verbunden wurde. Die Bahnstrecke ist heute Teil der Transeuropäischen Netze als Strecke Nr. 22 (Athen – Sofia – Budapest – Wien – Prag – Nürnberg/Dresden). Die Dresdner Straße befindet sich seit 1900 größtenteils im 20. Bezirk; im 2. Bezirk grenzt sie an den nördlichsten Teil des Stadtentwicklungsgebiets Nordbahnhof.
- Durchlaufstraße, 1906 benannt nach der Durchlaufs-Au, einer Insel in der Donau vor ihrer Regulierung, südlich der heutigen Nordbahnbrücke. „Durchlauf“ wurde der dortige Donauarm genannt.

## E
- Eduard-Brückner-Gasse, 1956 benannt nach dem deutschen Geographen und Klimatologen Eduard Brückner (1862–1927); von 1904 bis 1906 arbeitete er als Professor an der Universität Halle, bevor er nach Wien ging, wo er bis zu seinem Tode als Geograph und Klimatologe wirkte. Die Gasse ist der Überrest einer Querverbindung zwischen Klosterneuburger Straße und Jägerstraße, die ab 1869 nach Andreas Hofer Hofergasse hieß.
- Engerthstraße, 1886 benannt nach dem Architekten und Ingenieur Wilhelm von Engerth (1814–1884), Direktor der Staats-Eisenbahn-Gesellschaft (ab 1855). Bekannt wurde er als der Entwickler der für die Semmeringbahn entworfenen Engerth-Lokomotive, der ersten praxistauglichen Gebirgslokomotive. Engerth war auch einer der eifrigsten Förderer der Wiener Donauregulierung. Er erfand 1873 das Schwimmtor in der Nähe der späteren Nußdorfer Sperranlage, durch das der Donaukanal vor Eisstößen und Überschwemmungen geschützt wurde. Der Engerthhof ist ebenfalls nach ihm benannt.

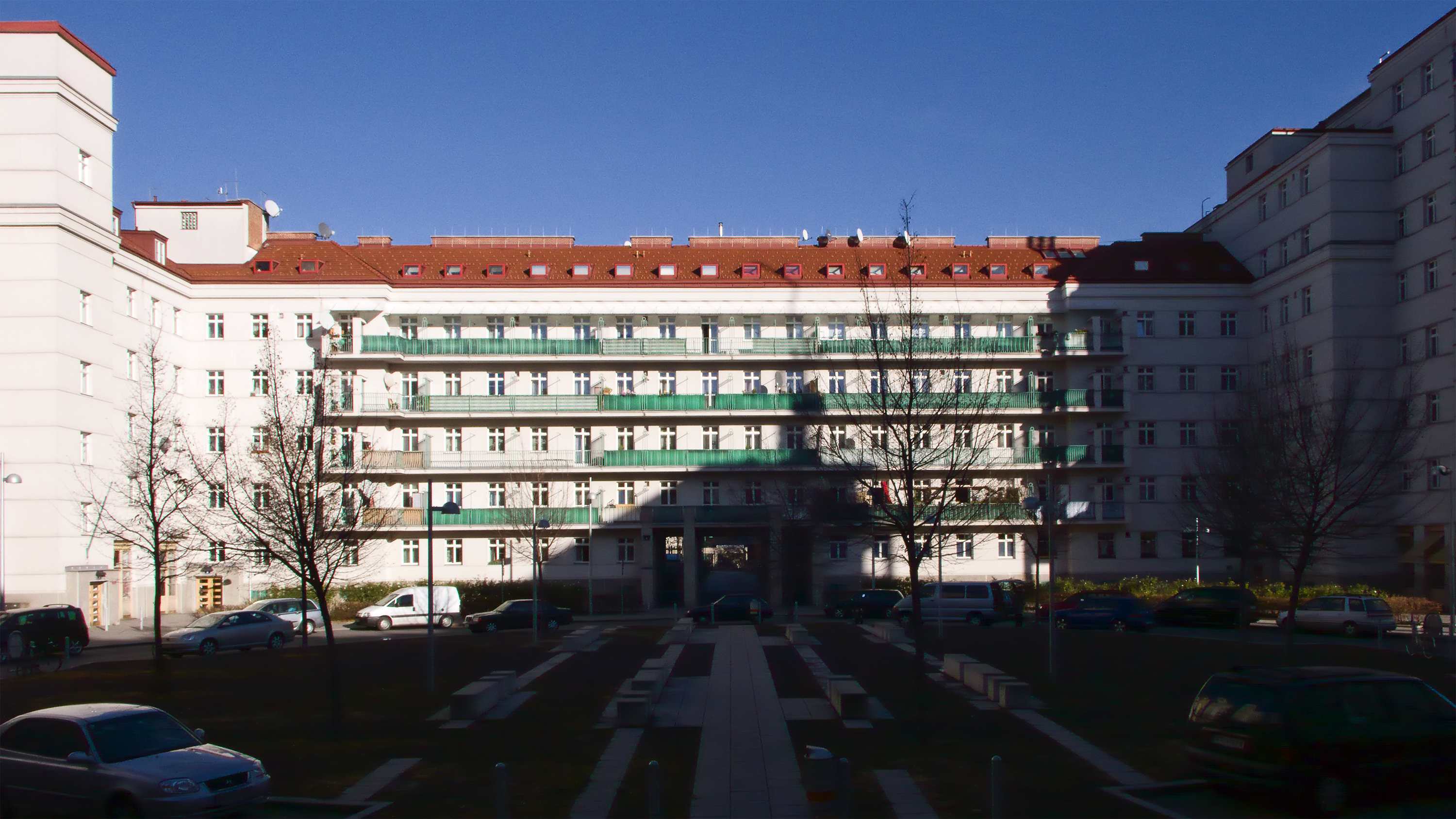
Friedrich-Engels-Platz

## F
- Fanni-Rottenberg-Straße, 2025 benannt nach Fanni Rottenberg (* 1893), Opfer der Shoa. Sie wurde 1942 mit ihrem Ehemann Philipp vom Aspangbahnhof in das Ghetto Izbica deportiert, ihr Todesdatum und -ort sind unbekannt.
- Forsthausgasse, 1920 benannt nach dem nach 1645 erbauten Forsthaus in der Brigitta Au, das noch 1775 das einzige Bauwerk im Augebiet des heutigen 20. Bezirks war. Siehe auch Forsthauspark und Brigittakapelle.
- Friedrich-Engels-Platz, 1946 benannt nach dem deutschen Politiker, Unternehmer, Philosophen und Historiker Friedrich Engels (1820–1895); er entwickelte gemeinsam mit Karl Marx die heute als Marxismus bezeichnete revolutionäre soziale Gesellschafts- und Wirtschaftstheorie. Im Jahr 1848 publizierte er gemeinsam mit Marx das Kommunistische Manifest. Nach Marx’ Tod gab Engels den zweiten und den dritten Band von dessen Hauptwerk Das Kapital. Kritik der politischen Ökonomie heraus. Der Platz, von dem die Floridsdorfer Brücke über die Donau ausgeht, ist nach der Donauregulierung entstanden. Er hieß ursprünglich Kaiser-Joseph-Platz, seit 1884 Kaiser-Platz, von 1920 bis 1934 Engels-Platz und 1934–1953 Pater-Abel-Platz.

## G

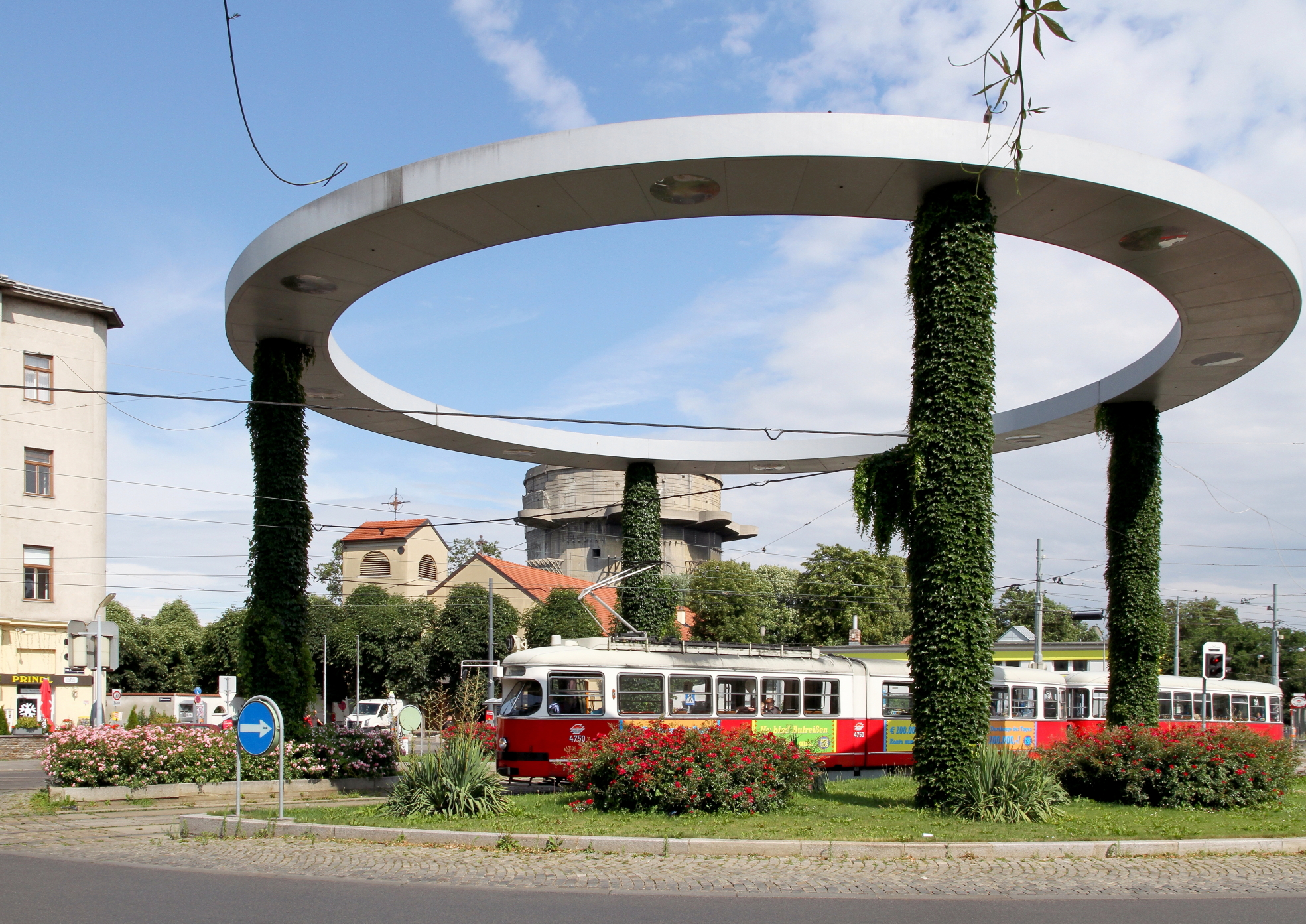
Gaußplatz

- Gasteigergasse, 1912 benannt nach Hans von Gasteiger (1499–1577); er war einer der berühmtesten Wasserbaumeister Österreichs in der Renaissance. Gasteiger kam 1555 nach Wien, wo er drei Brunnenwerke zwischen der Ringmauer und dem Stadtwall errichtete. Danach widmete er sich der Regulierung und Beseitigung von Schifffahrtshindernissen im Donaustrom zwischen Krems und Wien und der Schiffbarmachung des „Wiener Arms“ (heute Donaukanal). Um 1564 errichtete er die Hernalser Wasserleitung. Siehe auch Engerthstraße, Pasettistraße, Wehlistraße und Wexstraße.
- Gaulhofergasse, 1968 benannt nach dem Pädagogen und Eugeniker Karl Gaulhofer (1885–1941), Referent für körperliche Erziehung im Unterrichtsministerium (1919–1932), Rektor der Akademie für Leibeserziehung in Amsterdam (1932–1941). Er war einer der bedeutendsten Turnpädagogen der Neuzeit, der Begründer des „Natürlichen Turnens“, und ein wichtiger Reformator des österreichischen Schulturnens. Gaulhofers Einfluss ging über Österreich hinaus. Zugleich war Gaulhofer ein Verfechter der „Rassehygiene“.[4] Im Historikerbericht Straßennamen Wiens seit 1860 als „Politische Erinnerungsorte“ aus dem Jahr 2013 ist die Straße Gruppe B (Diskussionsbedarf) zugeordnet.[5]
- Gaußplatz, 1919 benannt nach dem deutschen Mathematiker, Astronomen, Geodäten und Physiker Carl Friedrich Gauß (1777–1855). Nach ihm benannt ist unter anderem: das gaußsche Fehlerintegral, das gaußsche Gesetz in der Elektrostatik, die gaußsche Osterformel, zur Berechnung des Osterdatums, die gaußsche Normalverteilung, die gaußschen Zahlen, eine Erweiterung der ganzen Zahlen auf die komplexen Zahlen, die Gaußsche Gravitationskonstante, und viele weitere. Der Platz hieß ursprünglich Alter Tabor nach der (1698 zur heutigen Straße Am Tabor im 2. Bezirk verlegten) Befestigungsanlage und Brückenmautstelle, ab 1868 Mathildenplatz (nach Erzherzogin Mathilde, 1849–1867, durch einen Kleiderbrand zu Tode gekommene Tochter von Erzherzog Albrecht von Österreich-Teschen, dem Sieger der Schlacht bei Custozza 1866)
- Georg-Danzer-Steg, 2009 benannt nach dem Komponisten, Sänger und Liedertexter Georg Danzer (1946–2007), Pionier des Austropop. Er hatte Erfolge als Solokünstler, anfänglich auch mit seiner Band The Madcaps und später in der Formation Austria 3 mit Wolfgang Ambros und Rainhard Fendrich. Der Steg ist die Brücke der U-Bahn-Linie U6 über die Donau und befindet sich unmittelbar neben der Nordbahnbrücke.
- Gerhardusgasse, 1866 benannt nach dem Geistlichen Gerhard von Siebenbürgen (ca. 1210–1271); er war 1241 vor den Mongolen aus seiner Heimat Siebenbürgen nach Wien geflüchtet und ab 1252 Pfarrer von St. Stefan. Während seiner Amtszeit gründete er mehrere Pfarren, Klöster und Siechenhäuser, so 1267 das Beginenhaus in der Weihburg, das Leprösenhaus St. Lazarus (später Sankt Marx) und das Leprösenhaus beim „Klagbaum auf der Wieden“.[6]
- Greiseneckergasse, 1900 benannt nach Hans von Greisenecker (Lebensdaten unbekannt), Hauptmann während der Ersten Türkenbelagerung 1529.
- Griegstraße, 1956 benannt nach dem norwegischen Komponisten Edvard Grieg (1843–1907); seine größte Bedeutung liegt in der Klavier- und Kammermusik. Griegs Lyrische Stücke waren und sind in der Hausmusik weit verbreitet. Von seinen Orchesterwerken erfreuen sich die beiden Peer-Gynt-Suiten, die Holberg-Suite und das Klavierkonzert bis heute außerordentlicher Beliebtheit. Grieg hielt sich 1896–1897 in Wien auf und gab einige Konzerte. Von 1920 bis 1956 bestand hier der Griegplatz.

## H

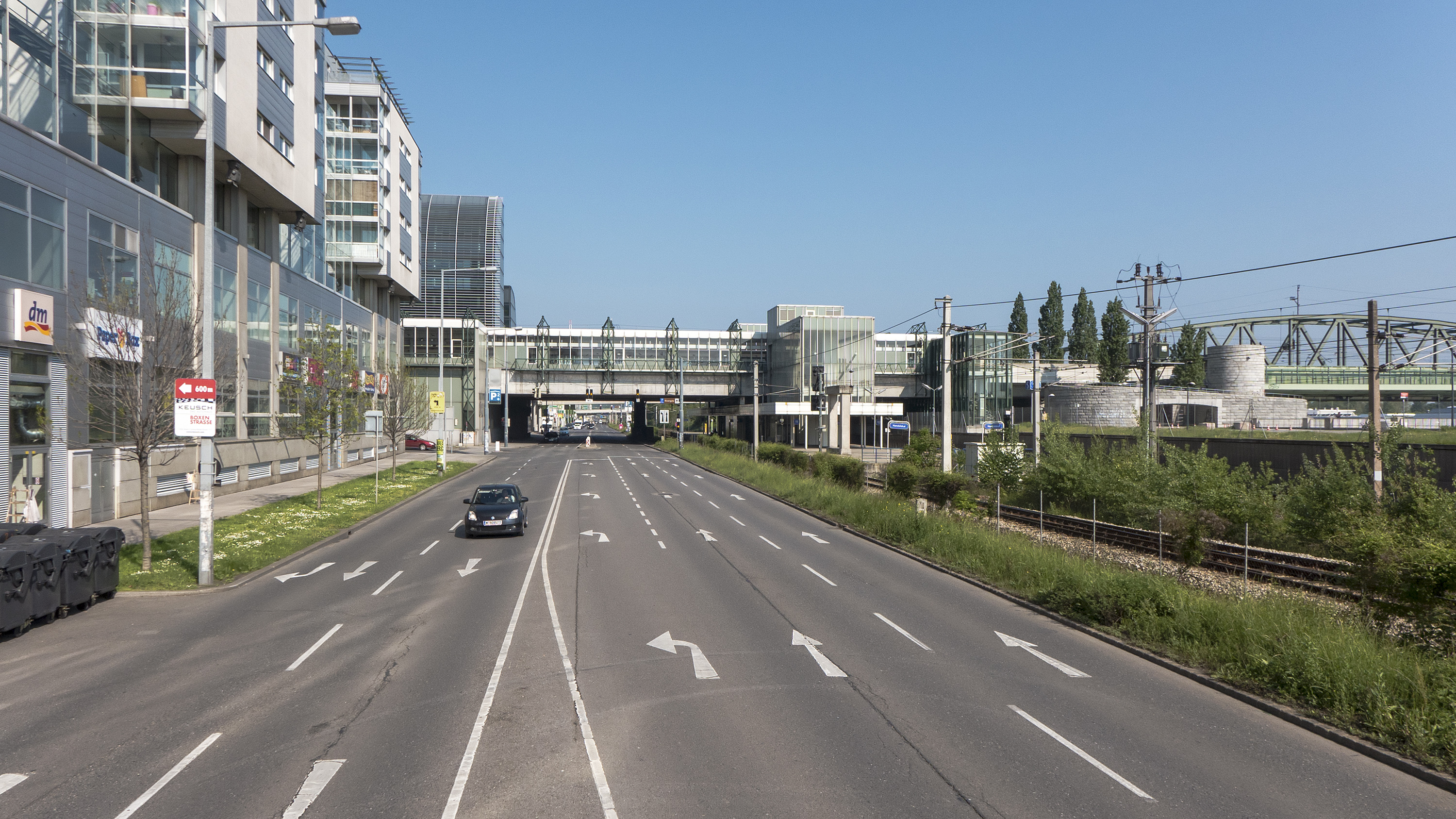
Der Handelskai vor der gleichnamigen Station

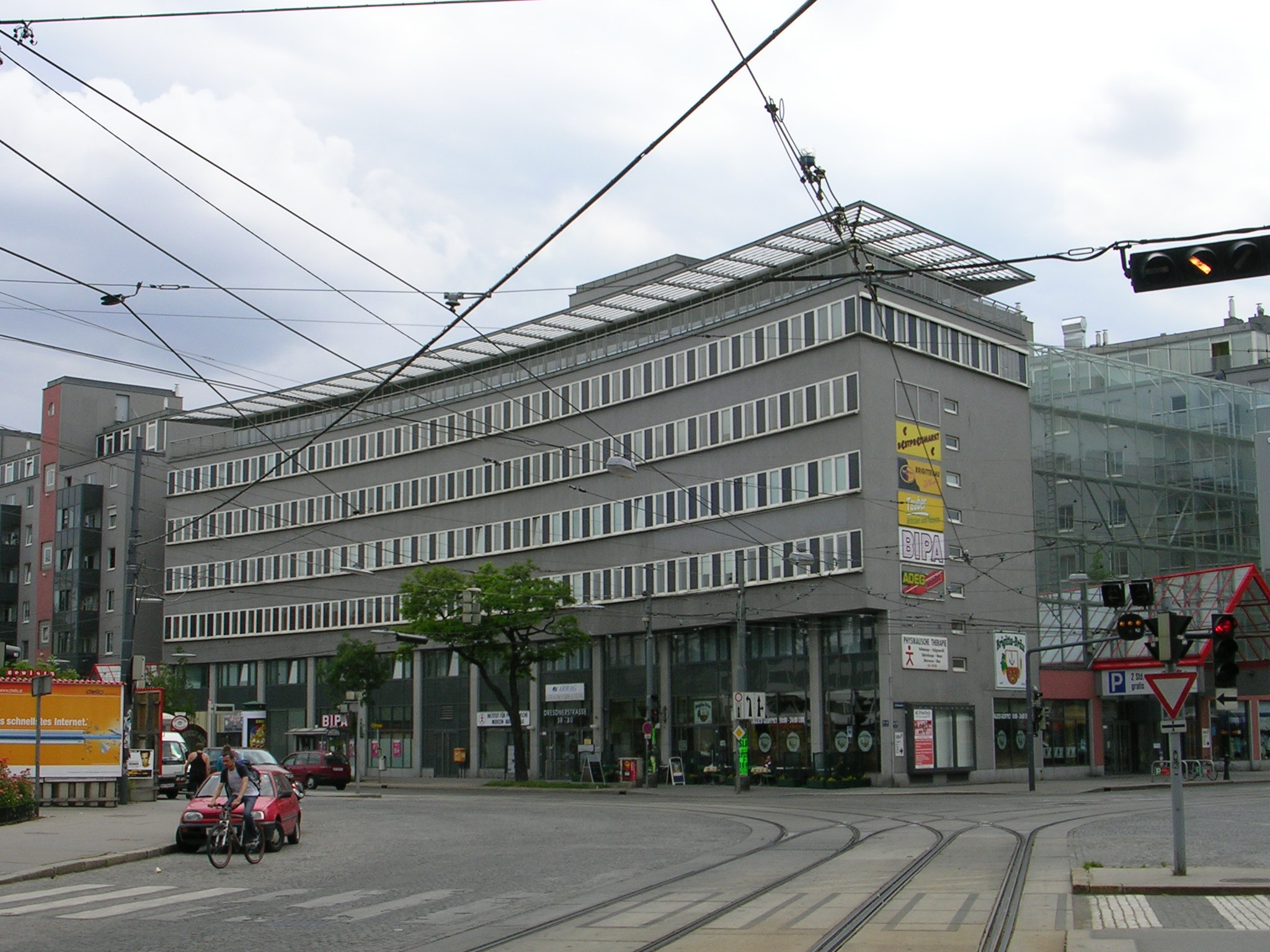
Einkaufszentrum am Hochstädtplatz

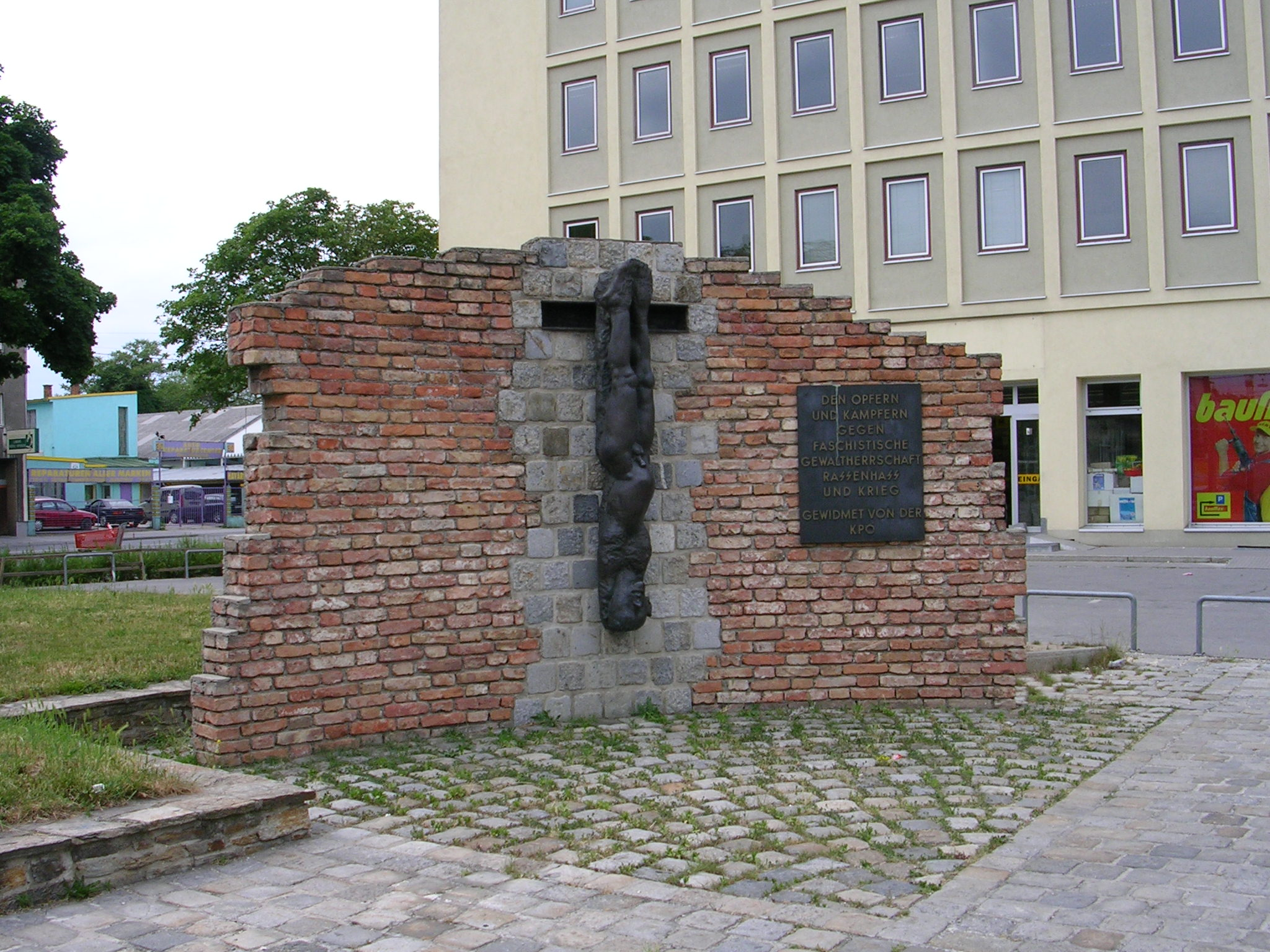
Denkmal vor der ehem. KPÖ-Zentrale auf dem Höchstädtplatz

- Handelskai, 1884 benannt nach den Lagerhäusern, Schiffsanlegeplätzen und Kaianlagen am regulierten Donaustrom.
- Hannovergasse, 1869 benannt nach der mit dem britischen Königshaus verwandten Königsfamilie von Hannover, die im Preußisch-Österreichischen Krieg 1866 mit Österreich verbündet war und nach der Niederlage mit Teilen ihres Heeres nach Wien flüchtete. (Hannover wurde in der Folge von Preußen annektiert.) Siehe auch Sachsenplatz.
- Hartlgasse, 1956 benannt nach dem Juristen und Beamten Karl Hartl (1878–1941), Magistratsdirektor (ab 1919); gemeinsam mit Robert Danneberg arbeitete er die neue Wiener Stadtverfassung von 1931 aus, die wesentliche Schritte der Demokratisierung brachte. Diese Stadtverfassung wurde nach 1945 wieder in Kraft gesetzt und seither in ihren Grundzügen beibehalten.[7] Die Gasse hieß davor Wintergasse.
- Heinzelmanngasse, 1885 benannt nach Johann Heinzelmann (1810–1885), Bezirksvorsteher der Leopoldstadt (1878–1885).
- Heistergasse, 1876 benannt nach dem Feldmarschall Graf Sigbert Heister (1646–1718); er nahm 1683 am Entsatz Wiens bei der Zweiten Türkenbelagerung und dem darauf folgenden Feldzug teil. In der Folgezeit kämpfte Heister an der Türkenfront in Siebenbürgen. 1697 war er in der Schlacht bei Zenta einer der kaiserlichen Kommandeure unter dem Prinzen Eugen. Heister kämpfte bis 1717 in zahlreichen weiteren Schlachten.
- Helgolandgasse, 1914 benannt nach dem Seegefecht bei Helgoland (1864) zwischen drei dänischen und fünf österreichischen Kriegsschiffen im Rahmen des Deutsch-Dänischen Krieges. Obwohl das Gefecht mit einem taktischen dänischen Sieg endete und keinen Einfluss auf den Verlauf des Krieges hatte, wurde es in Österreich als Sieg gefeiert und der Befehlshaber, Wilhelm von Tegetthoff, zum Konteradmiral befördert. Siehe auch die Tegetthoffstraße im 1. Bezirk Innere Stadt. Das Gefecht bei Helgoland war das letzte offene Seegefecht, das mit Holzschiffen ausgetragen wurde, und zugleich das letzte, an dem Dänemark beteiligt war.
- Hellwagstraße (vor 1893: Kremser Straße), 1893 benannt nach dem Eisenbahningenieur Wilhelm Hellwag (1827–1882); ab 1868 plante er den Bau der neuen Nordwestbahn, die von Wien nach Kolín (Tschechien) und später zu weiteren Städten führte. Ab 1875 war Hellwag als Oberingenieur bei Planung und Bau der Gotthardbahn und des Gotthardtunnels tätig. Die Benennung nimmt darauf Bezug, dass der Ausgangspunkt der Nordwestbahn der Nordwestbahnhof in der Brigittenau war. Siehe auch die Nordwestbahnstraße in der Brigittenau sowie Am Nordwestbahnhof und Bahnsteggasse im 21. Bezirk Floridsdorf
- Hirschvogelgasse, 1894 benannt nach dem Grafiker und Kartografen Augustin Hirschvogel (1503–1553); 1547 beauftragte ihn der Wiener Bürgermeister Sebastian Schrantz mit der Darstellung der Stadt Wien „in plano“. Schon im gleichen Jahr konnte er König Ferdinand I. sein Resultat präsentieren, ein weiteres Exemplar des Plans übergab er der Stadt. 1548 wurde Kaiser Karl V. ebenfalls eine Ausfertigung vorgelegt. Schließlich malte Hirschvogel 1549 seinen Stadtplan auch auf eine große runde Tischplatte und übergab diese der Stadt (heute im Wien Museum).[8] Siehe auch Meldemannstraße.
- Höchstädtplatz, 1899 benannt zur Erinnerung an die Zweite Schlacht bei Höchstädt (1704), die erste größere Auseinandersetzung im Spanischen Erbfolgekrieg. Ein kaiserliches Heer unter Befehl von Prinz Eugen von Savoyen und die Engländer unter John Churchill, 1. Duke of Marlborough, schlugen die Truppen der Franzosen unter Marschall Tallard und der Bayern unter Kurfürst Maximilian II. Emanuel. Durch den Sieg wurde ein drohender Marsch der verbündeten franko-bayerischen Armeen auf Wien verhindert.
- Hopsagasse, 1982 benannt nach Leopold Hopsa (1906–1969), von 1946 bis 1956 Obmann des „Wiener Arbeiter Turnvereins“ (heute WAT Brigittenau), Ehrenobmann des ASKÖ-Brigittenau.[9]

## I
- Innstraße, 1890 benannt nach dem Inn, einem rechten, 517 km langen Nebenfluss der Donau in Graubünden, Tirol und Bayern, in seinem Unterlauf Grenze zwischen Deutschland und Österreich. Der Name Inn leitet sich von den keltischen Wörtern en sowie enios ab, die frei übersetzt Wasser bedeuten. Die erste schriftliche Erwähnung aus den Jahren 105 bis 109 lautet: ripam Aeni fluminis, quod Raetos Noricosque interfluit (das Ufer des Flusses Inn, der zwischen den Rätern und den Norikern fließt).[10] Von der Dresdner Straße bis zum Handelskai an der Donau bildet die südliche Häuserfront der Innstraße (= gerade Hausnummern) seit 1900 die Grenze zwischen 2. und 20. Bezirk. Die Bezirksgrenze stellt die nördliche Begrenzung des in Verbauung befindlichen Nordbahnviertels dar; drei bisher vom 20. Bezirk in die Innstraße mündende Verkehrswege werden in dieses Gelände im 2. Bezirk verlängert.
- Irma-Trksak-Straße, 2025 benannt nach der Widerstandskämpferin und Holocaustüberlebenden Irma Trksak (1917–2017); die Tochter slowakischer Einwanderer engagierte sich ab 1938 in einer tschechischen Widerstandsgruppe gegen die nationalsozialistische Herrschaft. 1941 wurde sie inhaftiert, 1942 erfolgte die Deportation ins KZ Ravensbrück, von dem sie 1945 flüchten konnte; anschließend war sie als Zeitzeugin aktiv.

## J

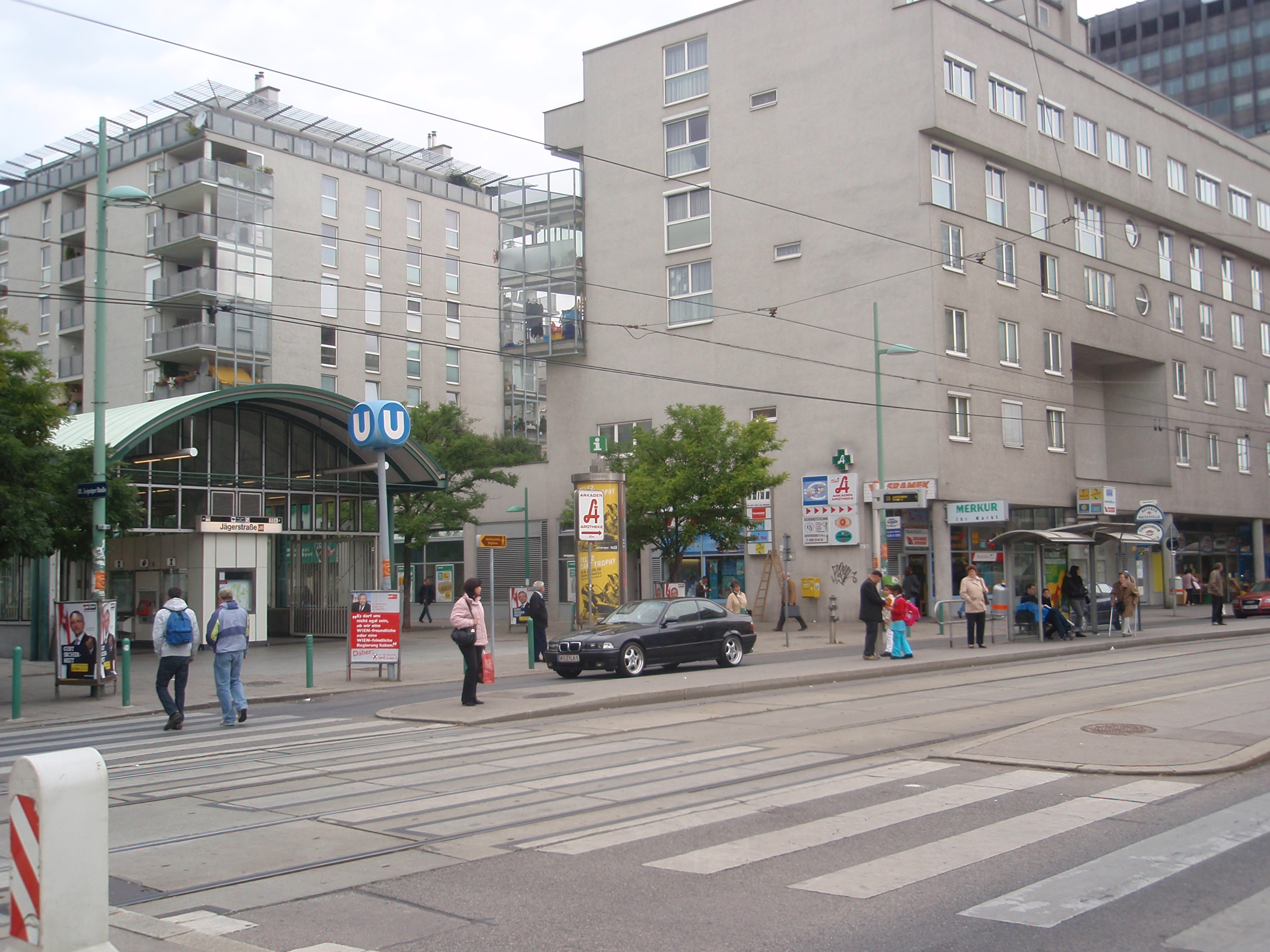
U-Bahn-Station Jägerstraße

- Jägerstraße, 1858 benannt nach dem Jägerhaus (auch „Forsthaus“), das 1645 zum Schutz der Brigittakapelle erbaut worden war. Die Kapelle steht im heutigen Forsthauspark.

## K
- Kampstraße, 1893 benannt nach dem Fluss Kamp in Niederösterreich, der aus dem Waldviertel kommend östlich von Krems in die Donau mündet.
- Kapaunplatz, 1934 benannt nach dem Bautechniker Franz Kapaun (1851–1929), Beamter im Wiener Stadtbauamt (ab 1873), Ober-Ingenieur (ab 1893). Er projektierte das erste städtische Gaswerk, das Gaswerk Simmering, dessen Betriebsdirektor er 1899 wurde. Für seine architektonische Lösung der Gasbeleuchtung der Straßen Wiens wurde ihm internationale Anerkennung zuteil. Kapaun arbeitete auch an anderen Projekten der Gemeinde, wie dem Hochwasserschutz, der Bauordnung, und der Erweiterung des Zentralfriedhofs.[11][12] An das Gaswerk Simmering erinnern heute noch die Gasometer.
- Karajangasse, 1889 benannt nach dem Germanisten, Historiker und Politiker Theodor von Karajan; er arbeitete beim Hofkriegsrat, beim Hofkammergericht und schließlich in der Hofbibliothek. Aufgrund seiner historischen Forschungen, insbesondere über Vergleichende Sprachwissenschaften und das Mittelalter wurde er ab den 1840ern Mitglied und Ehrenmitglied zahlreicher historischer und akademischer Vereinigungen in ganz Europa. Weiters erwarb er sich große Verdienste um die Wiener Stadtgeschichtsforschung.
- Karl-Czerny-Gasse, 1907 benannt nach dem Komponisten, Pianisten und Klavierpädagogen Carl Czerny (1791–1857); er unterrichtete u. a. Franz Liszt. Czerny schrieb über 1.000 Kompositionen; einige seiner Etüdensammlungen, etwa die „Schule der Geläufigkeit“ und die „Schule der Fingerfertigkeit“, werden bis heute im Unterricht verwendet. Czerny wird zu den wichtigsten Mitgliedern des Wiener Musiklebens seiner Zeit gezählt. Liszt widmete ihm später seine 12 Études d’exécution transcendante.
- Karl-Meißl-Straße, 1894 benannt nach Carl Meißl (1829–1894), Gemeinderat (1876–1894), Stadtrat (1891–1894).
- Kaschlgasse, 1913 benannt nach dem Lehrer Franz Kaschl (1829–1906), Schuldirektor, Ortsschulratsobmann, Patronatskommissär der Brigittakirche.
- Klosterneuburger Straße, 1867 benannt nach dem Stift Klosterneuburg, dem einstigen Besitzer der Brigittenau und vieler anderer Donauauen. Der Verkehrsweg ist seit alters her eine Ausfallstraße nach Klosterneuburg.
- Kluckygasse, benannt 1885 nach dem Arzt Josef Klucky (1806–1878), Gemeinderat (1848–1878).
- Kornhäuselgasse, 1920 benannt nach dem Architekten Joseph Kornhäusel (1782–1860); er gilt als herausragender Architekt der ersten Hälfte des 19. Jahrhunderts und als einer der wichtigsten österreichischen Vertreter des Klassizismus, den er mit lokalen Traditionen verbindet. Kornhäusel erbaute u. a. die Kornhäusel-Villa (1804), das Theater in der Josefstadt (1822) und den Kornhäuselturm (1825–1827). Weiters leitete er den Ausbau des Stift Klosterneuburg (1834–1842). Siehe auch Klosterneuburger Straße.
- Kunzgasse, 1876 benannt nach Maria Cäcilie Kunz (1778–1863), die den enormen Betrag von 230.000 Gulden für Arme stiftete. Die „Cäcilia und Maria Kunz’sche Stiftung“ existiert heute noch und unterstützt das Krankenhaus der Barmherzigen Schwestern sowie bedürftige Personen, welche sich in Geriatriezentren der Stadt Wien befinden.[13]

## L
- Leipziger Platz, 1899 benannt nach der Völkerschlacht bei Leipzig (1813), in der die Truppen der Verbündeten Österreich, Preußen, Russisches Reich und Schweden die Truppen Kaiser Napoleons besiegten. Mit bis zu 600.000 beteiligten Soldaten aus über einem Dutzend Völkern war dieser Kampf bis zum Beginn des 20. Jahrhunderts die größte Feldschlacht der Weltgeschichte.
- Leipziger Straße, 1899 benannt; siehe Leipziger Platz. Die Straße hieß vorher teilweise Radetzkygasse.
- Leithastraße, 1894 benannt nach der Leitha, einem Fluss, der in Niederösterreich entspringt, das nördliche Burgenland durchquert und bei Mosonmagyaróvár (Ungarn) in die Donau mündet. Bis 1921 bildete der Fluss teilweise die Grenze zwischen Österreich und Ungarn.
- Leystraße, 1884 benannt nach Konrad Ley (1801–1881), Bezirksvorsteher (1862–1874) des 2. Bezirks, Leopoldstadt, zu dem der heutige 20. Bezirk damals gehörte; er war Initiator der Errichtung des Leopoldstädter Kinderspitals. Ley benannte im heutigen 2. Bezirk mehrere Straßen nach seinen Verwandten, und zwar die Josefinengasse nach seiner Frau, die Konradgasse nach seinem Sohn und die Helenengasse nach einer Verwandten. Die Leystraße wird in den 2010er Jahren in den 2. Bezirk, ins Stadtentwicklungsgebiet Nordbahnhof, verlängert.
- Lorenz-Böhler-Gasse, 1981 benannt nach dem Unfallchirurgen Lorenz Böhler (1885–1973); als ein Pionier der Unfallchirurgie erlangte er Weltruhm. Er war Leiter des später nach ihm benannten Lorenz-Böhler-Unfallkrankenhauses der AUVA. Das Krankenhaus galt lange Zeit als Muster für ähnliche Spitäler weltweit. Böhler entwickelte auch spezielle Behandlungsmethoden bei Knochenbrüchen. Die Böhler-Zeichen, der Böhler-Nagel, der Böhler-Winkel, der Böhler-Schnitt, die Böhler-Schiene und die Böhler-Braun-Lagerungsschiene tragen seinen Namen.[14] Im Historikerbericht Straßennamen Wiens seit 1860 als „Politische Erinnerungsorte“ aus dem Jahr 2013 ist die Straße Gruppe B (Diskussionsbedarf) zugeordnet.[5]
- Lorenz-Müller-Gasse, 1928 benannt nach dem Bäckermeister Lorenz Müller (1862–1922), christlichsozialer Gemeinderat in der Leopoldstadt (1895–1900), erster Bezirksvorsteher der Brigittenau (1900–1918). Er erwirkte 1900 die Abtrennung der Brigittenau von der Leopoldstadt als neuer 20. Wiener Gemeindebezirk. Der erste Gassenname war Schwedengasse. Als Schweden 1919 auf dem Schwedenplatz im 1. Bezirk genannt wurde, wurde die Gasse in Winarskygasse umbenannt, Winarsky 1928 aber die wichtigere Winarskystraße gewidmet.
- Lotte-Brainin-Straße, 2025 benannt nach der Widerstandskämpferin und Holocaustüberlebenden Lotte Brainin (1920–2020); die Tochter eines jüdischen Wiener Ehepaares schloss sich bereits in ihrer Jugend den Roten Falken an. Nach dem Anschluss 1938 flüchtete sie nach Belgien, wo sie sich in der Österreichischen Freiheitsfront engagierte. Nach ihrer Verhaftung 1943 wurde sie ins KZ Auschwitz-Birkenau deponiert; 1945 überlebte sie den Todesmarsch ins KZ Ravensbrück, von dem sie noch vor dessen Befreiung fliehen konnte. Nach dem Krieg kehrte sie nach Wien zurück und blieb bis ins hohe Alter als Zeitzeugin aktiv.
- Luntzgasse, 1920 benannt nach dem Architekten Victor Luntz (1840–1903), Professor einer Spezialschule für Architektur an der Akademie der bildenden Künste (1891–1903); er wirkte vor allem als Bauleiter bei der Errichtung des Wiener Rathauses. Als Architekt blieb sein Schaffen bescheiden, sein einziger größerer Bau ist die Franz-von-Assisi-Kirche am Mexikoplatz (erbaut 1898–1910).

## M
- Marchfeldstraße, 1877 benannt nach dem Marchfeld, eine etwa 900 km² große Tegel- und Schotterebene im südlichen Weinviertel (Niederösterreich), westlich der March. Es beginnt unmittelbar östlich von Wien und erstreckt sich von der Donau nach Norden bis an die mährischen Städte Lundenburg (Břeclav) und Göding.
- Maria-Restituta-Platz, 2000 benannt nach der Ordens- und Krankenschwester Maria Restituta (eigentlich Helene Kafka, 1894–1943), Franziskanerin (ab 1914), Operationsschwester im Krankenhaus Mödling (ab 1919). Nach dem Anschluss 1938 weigerte sie sich, Kruzifixe aus den Krankenzimmern zu entfernen. Wegen dieses Vorfalls und wegen zwei von ihr verfasster regimekritischer Texte wurde sie 1942 verhaftet und 1943 hingerichtet.
- Meldemannstraße, 1899 benannt nach dem deutschen Drucker, Verleger und Kartographen Nikolaus Meldemann († 1552); er kam 1529 von Nürnberg nach Wien, um hier einen Plan der Türkenbelagerung anzufertigen. Dieser sogenannte „Meldeman-Plan“ ist eine einzigartige und authentische Darstellung Wiens zur Zeit der Ersten Türkenbelagerung. Er befindet sich heute im Wien Museum. Siehe auch Hirschvogelgasse.
- Mortaraplatz, 1899 benannt nach der wenig bedeutenden Schlacht bei Mortara (1849), die zwei Tage vor der wichtigeren Schlacht bei Novara stattgefunden hatte. In beiden Gefechten siegten die österreichischen Truppen unter Feldmarschall Radetzky über die Truppen des Königreichs Sardinien-Piemont. Der Mortarapark ist ebenfalls nach dieser Schlacht benannt. Siehe auch die Novaragasse im 2. Bezirk Leopoldstadt sowie den Radetzkyplatz und die Radetzkystraße im 3. Bezirk Landstraße.

## N
- Nordbahnstraße, 1873 benannt nach der Kaiser-Ferdinands-Nordbahn und dem früheren Nordbahnhof. Die Straße hieß zuvor Forstmeisterallee. Siehe auch Traunfelsgasse.
- Nordwestbahnstraße, 1874 benannt nach dem Nordwestbahnhof, Kopfbahnhof der Österreichischen Nordwestbahn. Derzeit wird das Bahnhofsareal als Frachtenbahnhof bzw. Güterterminal genützt; bis 2025 soll auf dem Areal ein neuer Stadtteil gebaut werden. Die Straße entstand durch Zuschüttung des „Fahnenstangenwassers“ der unregulierten Donau; sie hieß ursprünglich Am Augartendamm. Siehe auch die Hellwagstraße in der Brigittenau sowie Am Nordwestbahnhof und Bahnsteggasse im 21. Bezirk Floridsdorf

## O
- Ospelgasse, 1894 benannt nach dem Architekten und Militäringenieur Anton Ospel (1677–1756), Hofarchitekt der Fürsten von Liechtenstein (1711–1721), Zeugwart und Geschützhauptmann der Stadt Wien (ab 1722). In Wien errichtete er Palais und Bürgerhäuser, weiters gestaltete er die Fassade des Bürgerlichen Zeughauses (1731–1732). In der Leopoldstadt erbaute er die Pfarrkirche St. Leopold (1722–1724).[15]
- Othmargasse, 1869 benannt nach dem Wiener Erzbischof und Kardinal Joseph Othmar von Rauscher (1797–1875); er war maßgeblich am Zustandekommen des Konkordates zwischen der katholischen Kirche und dem Kaiserhaus beteiligt. Das Konkordat wurde 1855 unterzeichnet und beendete den Josephinismus. Die Rauscherstraße in der Brigittenau und der Kardinal-Rauscher-Platz im 15. Bezirk Rudolfsheim-Fünfhaus sind ebenfalls nach ihm benannt, ebenso der Kardinal-Rauscher-Hof in der Othmargasse. Sein Vorgänger war Vincenz Eduard Milde (siehe den Mildeplatz im 16. Bezirk Ottakring); sein Nachfolger war Johann Rudolf Kutschker (siehe die Kutschkergasse im 18. Bezirk Währing).

## P

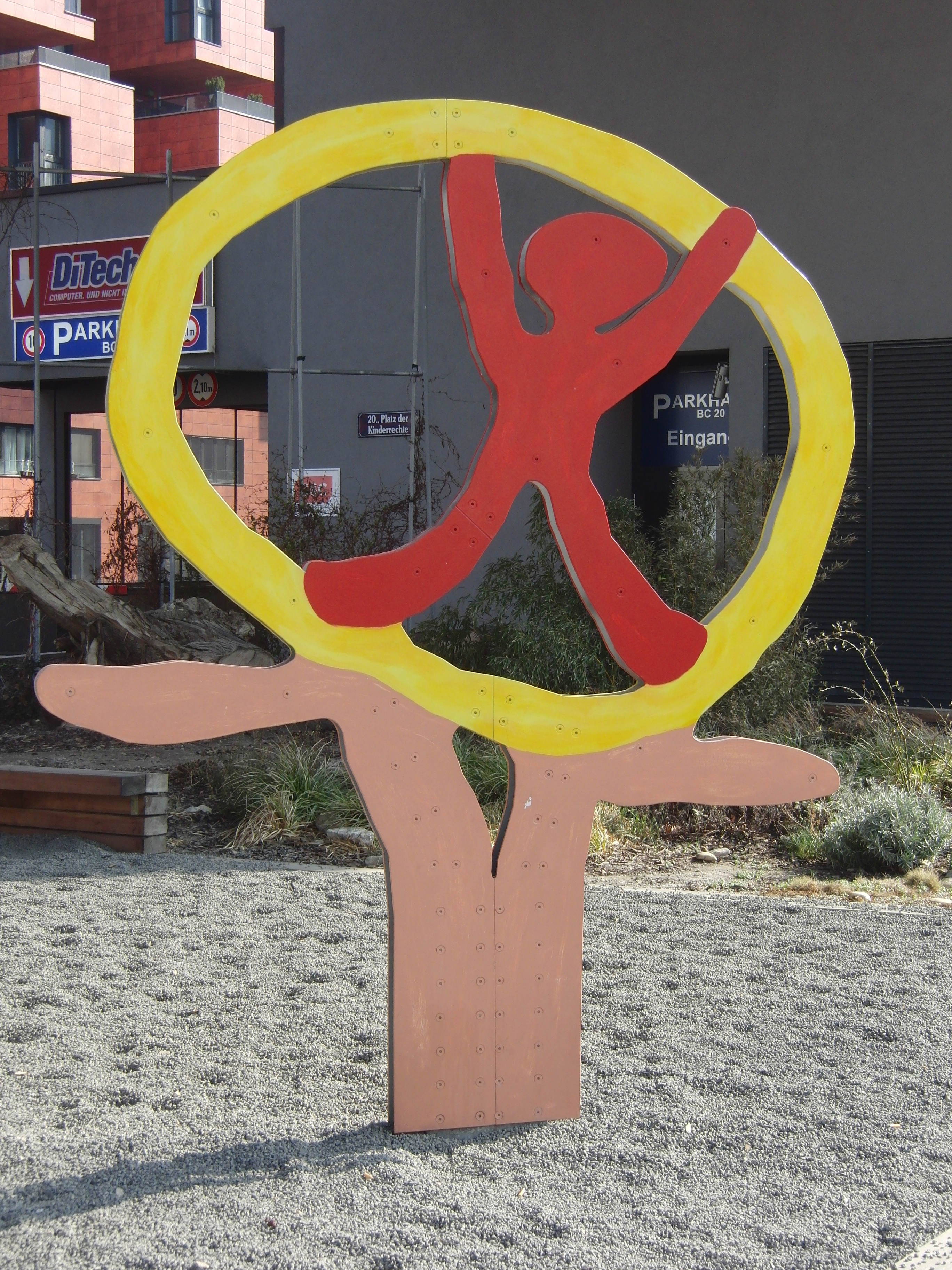
Skulptur am Platz der Kinderrechte

- Pappenheimgasse, 1869 benannt und 2021 umgewidmet. Nunmehr fungiert die Ärztin und Schriftstellerin Marie Pappenheim als Namensgeberin. Ursprünglich benannt war sie nach dem deutschen Offizier Gottfried Heinrich Graf zu Pappenheim (1594–1632); er war während des Dreißigjährigen Krieges Befehlshaber eines Reiterregimentes in Diensten der Katholischen Liga und des habsburgischen Kaisers. Sein nach ihm benanntes Kürassierregiment gehörte zu den bekanntesten Kavallerie-Einheiten dieses Krieges. Die Entschlossenheit seiner Reitertruppen wurde als Redensart festgehalten: „Ich kenne meine Pappenheimer!“ Die Gasse hieß davor teils Jacobsgasse, teils Obere Quergasse.
- Pasettistraße, 1893 benannt nach Florian Pasetti (1793–1875), Sektionsrath im k.k. Ministerium für Handel, Gewerbe und öffentliche Bauten, 1854 Ritter von Friedenburg, ab 1856 Ministerialrath, 1867 in den Freiherrenstand erhoben[16], Büroleiter der „Donauregulierungskommission“. Er schrieb über die Theiß-Regulierung 1846–1860 und unterstützte in den Expertendiskussionen über die Projekte zur Wiener Donauregulierung eine (kostengünstigere) Variante mit der heutigen Alten Donau als Hauptstrom, blieb damit aber in der Minderheit und trat zu Beginn der Regulierungsarbeiten 1868 in den Ruhestand.[17] Die bis dahin nur im 20. Bezirk bestehende Pasettistraße wurde 2008 von der Bezirksgrenze, der Innstraße, in das in Verbauung befindliche Nordbahnhofgelände im 2. Bezirk verlängert.
- Perinetgasse, 1919 benannt nach dem Schauspieler und Theaterdichter Joachim Perinet (1763–1816). Ab 1785 arbeitete er am Leopoldstädter Theater. Sein Engagement endete 1797, und 1798 begann seine Tätigkeit als Autor und Schauspieler am Theater auf der Wieden bei Emanuel Schikaneder. Dort blieb Perinet bis 1803 und ging dann für drei Jahre zurück zu seinem Freund Karl Friedrich Hensler an das Leopoldstädter Theater. Die Gasse, an deren südlichem Rand die Bezirksgrenze 2 / 20 verläuft, hieß davor Mathildengasse (siehe den anschließenden, bis 1919 Mathildenplatz genannten Gaußplatz).
- Petraschgasse, 1902 benannt nach Hugo Petrasch (1815–1902), Gemeinderat in der Leopoldstadt (1874–1877).
- Philomena-Haas-Gasse, 2021 benannt nach der Politikerin Philomena Haas (1881–1973); sie war ab 1909 in der sozialdemokratischen Frauenbewegung Brigittenau aktiv. In den Jahren 1932–1934 sowie 1946–1954 war sie Mitglied des Wiener Gemeinderats.[18] Ihr Sohn Johann Otto Haas wurde 1944 als Widerstandskämpfer hingerichtet; der Otto-Haas-Hof in der Brigittenau ist nach ihm benannt.
- Pielachgasse, 1904 benannt nach dem Fluss Pielach in Niederösterreich, der bei Melk in die Donau mündet.
- Platz der Kinderrechte, 2008 benannt nach der Kinderrechtskonvention der Vereinten Nationen (1990). Sie legt wesentliche Standards zum Schutz der Kinder weltweit fest und stellt die Wichtigkeit von deren Wert und Wohlbefinden heraus. Die vier elementaren Grundsätze, auf denen die Konvention beruht, beinhalten das Überleben und die Entwicklung, die Nichtdiskriminierung, die Wahrung der Interessen der Kinder sowie deren Beteiligung. Die Benennung erfolgte auf Initiative von österreichischen Vertretern der „Internationalen Gesellschaft für erzieherische Hilfen“ (FICE).
- Pöchlarnstraße, 1892 benannt nach der niederösterreichischen Stadt Pöchlarn an der Donau; diese wurde mit Rüdiger von Bechelaren, einer fiktiven Figur aus der Nibelungensage literarisch verewigt.

## R
- Rabbiner-Schneerson-Platz, 1999 benannt nach Menachem Mendel Schneerson (1902–1994), genannt „Lubawitscher Rebbe“, einem prominenten Vertreter des orthodoxen Judentums in seiner chassidischen Ausprägung. Chabad Lubawitsch erstreckt sich als religiöses Netzwerk über 70 Länder. Der kleine Platz im 20. und 2. Bezirk liegt unmittelbar vor dem Lauder Chabad Campus, einem jüdischen Bildungszentrum im Augarten (2. Bezirk), an der Einmündung der Rauscherstraße (20. Bezirk) in die Nordwestbahnstraße und der Abzweigung der Lampigasse (2. Bezirk).
- Raffaelgasse, benannt (Datum unbekannt) nach dem italienischen Maler und Baumeister Raffael Santi (auch Raffael da Urbino, 1483–1520); er erlangte vor allem als Maler für seine harmonischen und ausgewogenen Kompositionen und lieblichen Madonnenbilder Berühmtheit. Bis weit ins 19. Jahrhundert hinein galt er als größter Maler aller Zeiten. Neben seiner Laufbahn als Maler in Florenz und am päpstlichen Hof in Rom wurde er auch Bauleiter des Petersdoms und Aufseher über die römischen Antiken. Die Gasse hieß bis 1869 teilweise Feldgasse, dann Margaretengasse.
- Rauscherstraße, 1869 benannt nach dem Wiener Erzbischof und Kardinal Joseph Othmar von Rauscher (1797–1875); er war maßgeblich am Zustandekommen des Konkordates zwischen der katholischen Kirche und dem Kaiserhaus beteiligt. Das Konkordat wurde 1855 unterzeichnet und beendete den Josephinismus. Die Othmargasse und der dortige Kardinal-Rauscher-Hof in der Brigittenau sowie der Kardinal-Rauscher-Platz im 15. Bezirk Rudolfsheim-Fünfhaus sind ebenfalls nach ihm benannt. Sein Vorgänger war Vincenz Eduard Milde (siehe den Mildeplatz im 16. Bezirk Ottakring); sein Nachfolger war Johann Rudolf Kutschker (siehe die Kutschkergasse im 18. Bezirk Währing). Die Rauscherstraße liegt mit beiden Straßenseiten im 20. Bezirk; nur die entlang der historischen Augartenmauer errichteten Gebäude befinden sich wie der Augarten im 2. Bezirk.
- Rebhanngasse, 1895 benannt nach dem Bautechniker Georg Rebhann (1824–1892), Beamter im Staatsbaudienst des Ministeriums des Inneren (1843–1868), Oberingenieur (ab 1858), Baurat (1868), Professor für Baumechanik und Brückenbau am Polytechnischen Institut (ab 1868), Dekan (1870–1871, 1881–1882 und 1884–1888), Rektor (1882–1883). Rebhann begründete die Wiener Schule des Brückenbaus. Unter seiner Leitung wurde 1863–1864 die Aspernbrücke über den Donaukanal als Kettenbrücke erbaut. (Der Name der Brücke bezieht sich auf die Schlacht bei Aspern 1809.) Im Jahr 1879 wurde er zu „Rebhann von Aspernbruck“ nobilitiert.[19] Die Gasse hieß davor Daffingergasse.
- Renée-Dürmayer-Weg, 2025 benannt nach der Widerstandskämpferin und Redakteurin Renée Dürmayer (1907–1978); nach Verhaftung ihres Ehemanns Heinrich emigrierte sie mit diesem nach Spanien, wo beide im Spanischen Bürgerkrieg für die sozialistische spanische Republik kämpften. 1938 flüchtete sie nach Frankreich, wo sie sich der Widerstandsgruppierung Francs-tireurs et partisans anschloss. Für ihre politischen Aktivitäten war sie von 1941 bis zur Befreiung Frankreichs 1944 inhaftiert. Nach ihrer Rückkehr nach Wien 1945 arbeitete sie als Apothekerin und war erste Chefredakteurin der Stimme der Frau.
- Robert-Blum-Gasse, 1919 benannt nach dem deutschen Politiker Robert Blum (1807–1848); er kam 1848 als Leiter einer Delegation der Frankfurter Nationalversammlung nach Wien, um den dortigen Revolutionären eine Sympathieadresse zu überbringen. Nach der Niederschlagung des Aufstands durch Fürst Windisch-Graetz wurde er – trotz Berufung auf seine Immunität als Abgeordneter – nach einem Standgerichtsurteil in der Brigittenau hingerichtet. Die Exekution erfolgte in der Nähe der heutigen Robert-Blum-Gasse.
- Romanogasse, 1899 benannt nach dem Architekten Johann Romano von Ringe (1818–1882), k.u.k. Oberbaurat und Hofarchitekt. Er erbaute zahlreiche Palais in Wien, wie etwa das Palais Metternich (1848), das Palais Festetics (1859), das Palais Schey (1864), das Palais Dumba (1866) und das Palais Ofenheim (1868).

## S
- Sachsenplatz, 1877 benannt nach dem Königreich Sachsen, das im Deutschen Krieg mit Österreich verbündet war. Nach der Niederlage in der Schlacht bei Königgrätz (1866) zogen sich sächsische Truppen in den Bereich der heutigen Brigittenau zurück. Siehe auch Hannovergasse.
- Salzachstraße, 1898 benannt nach dem Fluss Salzach in Salzburg, ein indirekter Zufluss der Donau.
- Schongauergasse, 1920 benannt nach dem deutschen Maler und Kupferstecher Martin Schongauer. Vor allem wegen der technischen und künstlerischen Qualität seiner Kupferstiche, die die Möglichkeiten dieser Technik zur Vollendung bringen, gilt Schongauer als einer der bedeutendsten Graphiker vor Albrecht Dürer, den er entscheidend beeinflusste. Wohl als erster stellte er Druckgraphik in größerer Zahl her und betrieb ihre kommerzielle Verbreitung.
- Schottenaustraße, 1905 benannt zur Erinnerung an das Schottenstift, das diese Gegend („Schotten-Au“) einst besaß. Die Schotten-Au ist nicht identisch mit der Schottenau im heutigen 9. Bezirk. Siehe auch Wolfsaugasse.
- Spaungasse, 1896 benannt nach dem Literaturhistoriker, Volkskundler und Musiker Anton von Spaun; sein reichhaltiges Betätigungsfeld galt der Erforschung der Mundart, des Volksliedes, der Trachten und der Volkstänze. Der im Geiste der Romantik lebende und wirkende Spaun hinterließ ein reiches kulturelles Erbe und wird als der Begründer der Volkskunde in Österreich gesehen.
- Spielmanngasse, 1968 benannt nach der Figur des Spielmanns in der Erzählung „Der arme Spielmann“ (1848) von Franz Grillparzer, die rund um den Brigittenauer Kirtag spielt. Als Vorbild für diesen Spielmann diente Grillparzer der Komponist Ferdinand Kauer (1751–1831); er schuf über 200 Opern und Singspiele, wie „Das Donauweibchen“ (1798) und andere Kompositionen, so etwa über 20 Messen, Requiems, Symphonien, Quartette und Konzerte. Trotz Kauers großer musikalischer Produktivität verarmte er ab 1820. Bei der großen Flut 1830 wurde seine Wohnung überflutet und alle seine Aufzeichnungen zerstört. Ein Jahr später verstarb er als Bettler. Die Kauergasse im 15. Bezirk Rudolfsheim-Fünfhaus ist ebenfalls nach ihm benannt.
- Staudingergasse, 1875 benannt nach dem Tierhändler Josef Staudinger (1811–1882), Gemeinderat in der Leopoldstadt.
- Streffleurgasse, 1879 benannt nach Valentin von Streffleur (1808–1870), k.u.k. Generalkriegskommissär, Sektionschef im Reichskriegsministerium. Er beschäftigte sich mit allen Gebieten der Kriegswissenschaft, war Herausgeber der „Streffleurs Militärische Zeitschrift“ und unterrichtete 1847–1848 Erzherzog Franz Joseph (den späteren Kaiser Franz Joseph I.) in Militärwissenschaft. Während der Revolution von 1848 war er Oberkommandant der Nationalgarde für Wien und Niederösterreich.[20]
- Stromstraße, 1877 benannt; die Straße verläuft auf einem bei der ersten Donauregulierung zugeschütteten Arm des Donaustroms. Die Straße hieß von 1938 bis 1945 Feikestraße nach Ernst Feike, einem Teilnehmer am NS-Juliputsch 1934.

## T
- Taborstraße, Benennungsdatum unbekannt; sie führte von der Schlagbrücke (heute: Schwedenbrücke), der ersten Brücke zwischen der heutigen Altstadt und der späteren Leopoldstadt, zum Tabor, einer Befestigungsanlage und Brückenmautstelle. Die Mautstelle befand sich bis 1698 beim Gaußplatz, dann Am Tabor. Die Straße wird im Jahr 1406 als Kremser Straße erwähnt, im 17. Jahrhundert hieß sie Hauptstraße.
- Traisengasse, 1891 benannt nach dem niederösterreichischen Fluss Traisen, der durch St. Pölten fließt und oberhalb von Tulln in die Donau mündet.
- Traunfelsgasse, 1892 benannt nach dem Bauingenieur und Architekten Josef Stummer von Traunfels (1808–1891), Professor am Polytechnischen Institut (ab 1836). Er wirkte als Architekt beim Bau der Kaiser-Ferdinands-Nordbahn und des Nordbahnhofs mit. Die Stummergasse im 22. Bezirk Donaustadt ist ebenfalls nach ihm benannt. Siehe auch Nordbahnstraße.
- Treustraße, 1869 benannt nach Wolfgang Treu († 1540), Steuerherr (ab 1509), Grundbuchsverweser (1515–1519 und 1522–1524), Bürgermeister von Wien (1528–1530, 1532–1533 und 1536–1537), Stadtanwalt (1539–1540). Treu war Bürgermeister der Stadt während der Ersten Türkenbelagerung 1529. Gemeinsam mit Niklas Graf Salm leitete er erfolgreich die Verteidigung der Stadt. Die Wolfganggasse im 12. Bezirk Meidling ist ebenfalls nach ihm benannt. Siehe auch die Salmgasse im 3. Bezirk Landstraße. Teile der Gasse hießen zuvor Freigasse und Mittlere Gasse. Anderen Quellen zufolge ist der Namensgeber der Treustraße der Straßenbauer Anton Trey.[21][22] In den Akten der Gemeinde Wien sind auch die Bezeichnungen Dreystraße, Dreyerstraßendamm (um 1863), Treygasse (1865) und ab 1872 Treugasse verzeichnet.[23]

## U

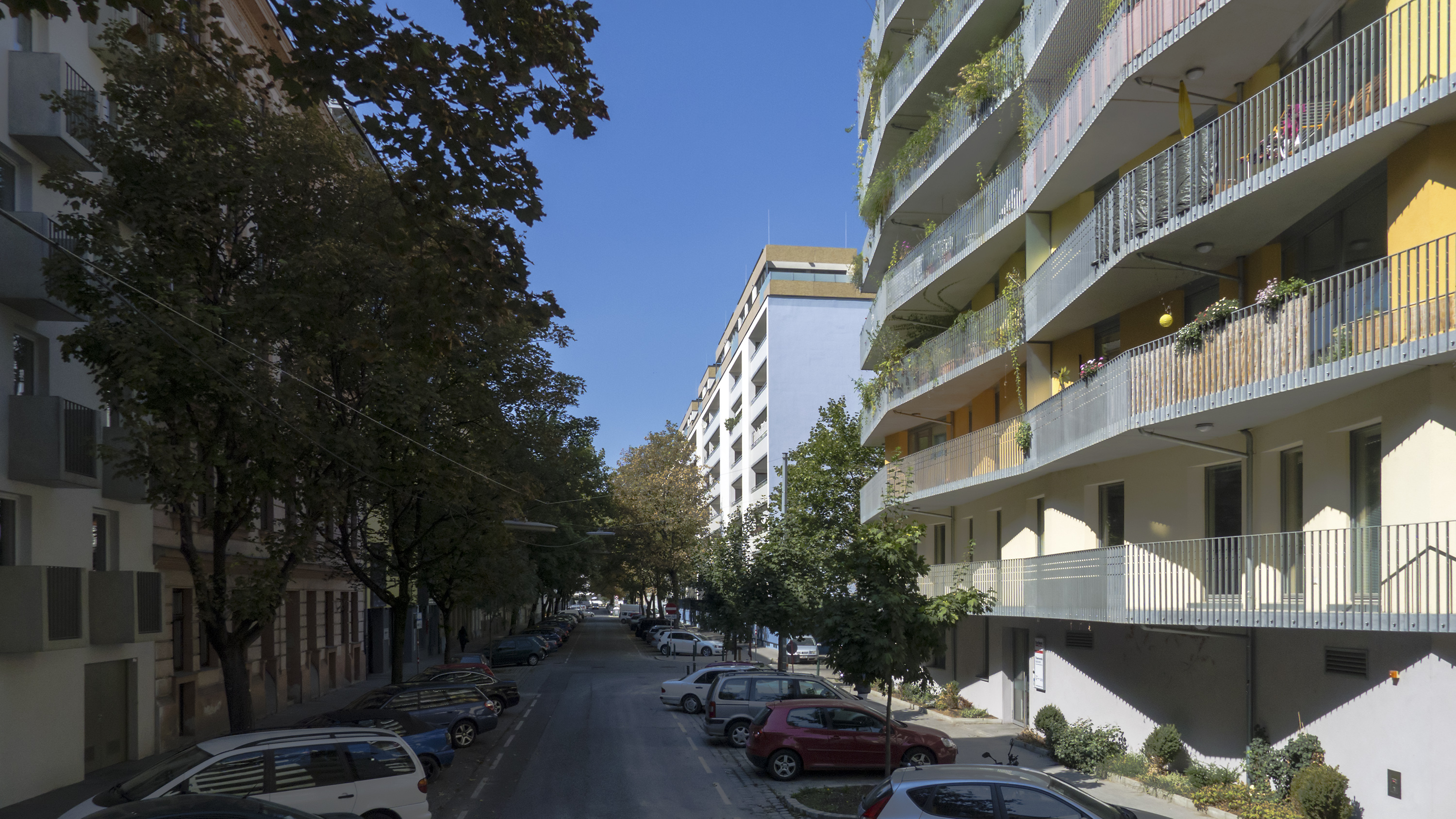
Universumstraße

- Universumstraße, 1896 benannt nach der Vergnügungsstätte „Universum“. Sie ähnelte einem Jahrmarkt mit Ringelspielen, Schaukeln und Wahrsagern, später auch mit einem Ballsaal. 1870 musste das Etablissement dem Bau des Nordwestbahnhofes weichen.[24]
- Unterbergergasse, 1899 benannt nach dem Südtiroler Barockmaler Michelangelo Unterberger (1695–1758); er war 1751–1754 und 1757–1758 Rektor der „k.k. Academie der Mahlerey, Bildhauerey und Baukunst“ (heute: Akademie der bildenden Künste Wien). Unterberger schuf u. a. Altarbilder für den Stephansdom und die Michaelerkirche.

## V
- Vorgartenstraße, 1903 so benannt, da sich vor jedem Haus ein Vorgarten befand, wie es 1893 in der Bauordnung festgelegt worden war. Die parallel zur Donau verlaufende Straße erstreckt sich in vier nicht durchgehend befahrbaren Teilstücken vom Friedrich-Engels-Platz im 20. Bezirk bis zur U-Bahn-Station Stadion im 2. Bezirk. Die Hausnummerierung der Straße beginnt, dem elektronischen Stadtplan der Wiener Stadtverwaltung folgend, im Norden mit den Nr. 27 und 28.

## W

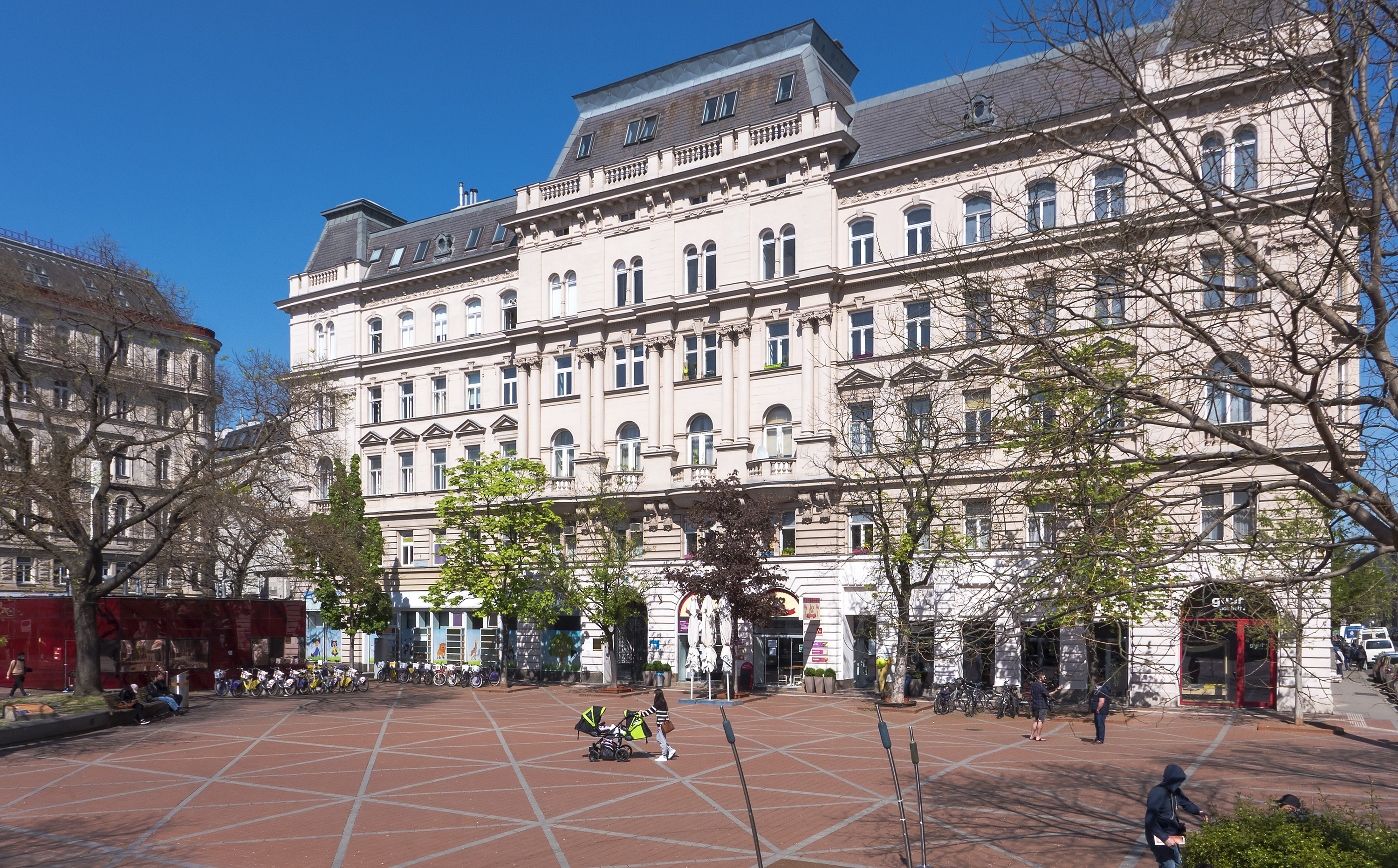
Wallensteinplatz

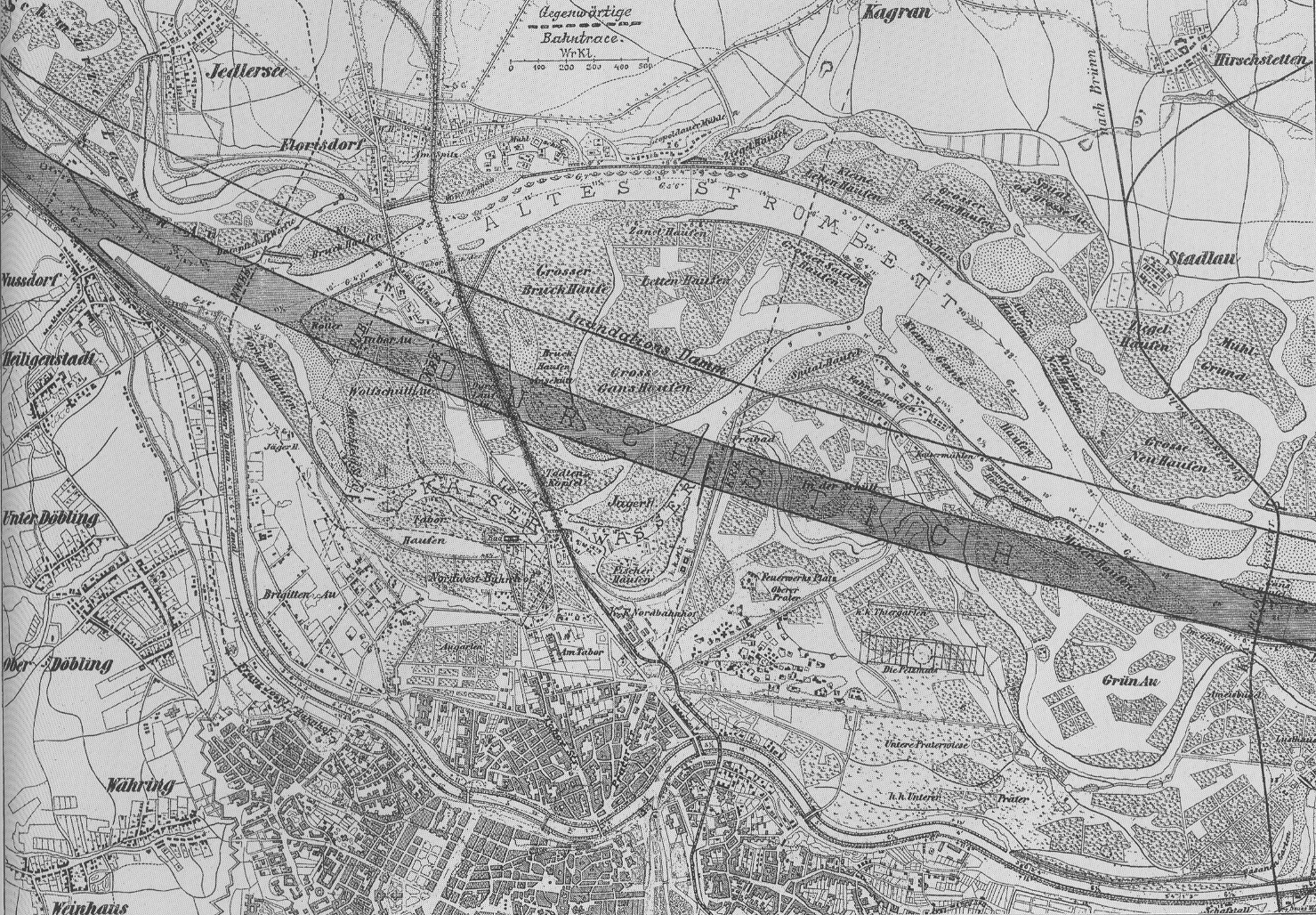
Gebiet der Brigittenau vor der Donauregulierung

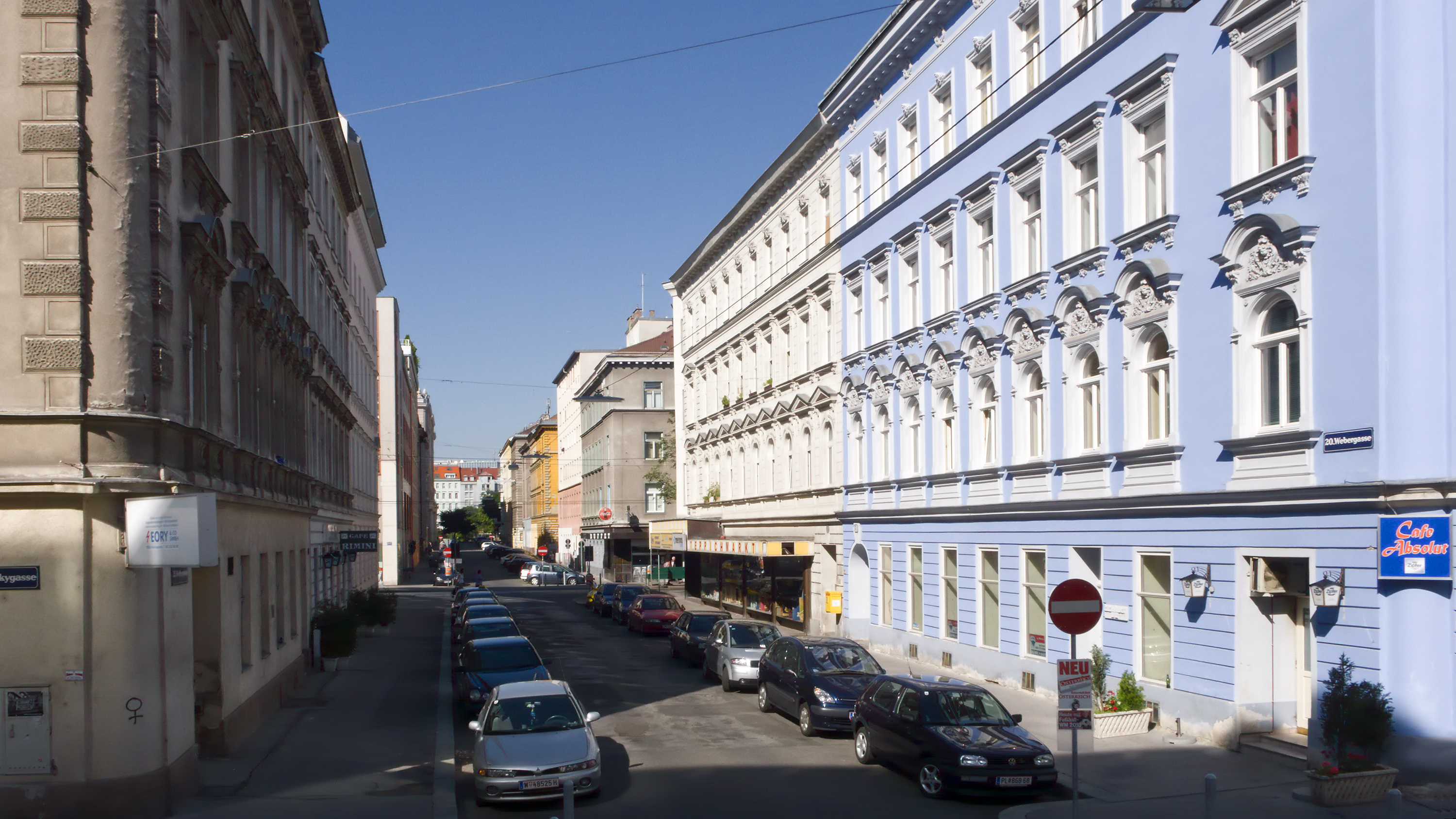
Webergasse

- Waldmüllergasse, 1888 benannt nach dem Maler Ferdinand Georg Waldmüller (1793–1865); er war einer der bedeutendsten österreichischen Maler in der ersten Hälfte des 19. Jahrhunderts. Waldmüller war in seinem Schaffen sowohl in der Landschaftsmalerei als auch im Porträt und der Genremalerei gleichermaßen erfolgreich. Der Gassenname war zuvor für die heutige Lukschgasse im 2. Bezirk geplant.
- Wallensteinplatz, 1885 benannt nach dem Generalissimus Wallenstein (eigentlich Albrecht Wenzel Eusebius von Waldstein, 1583–1634); er kämpfte im Dreißigjährigen Krieg auf Seiten des Kaisers und der Katholischen Liga gegen die Protestantische Union Deutschlands sowie gegen Dänemark und Schweden, fiel jedoch später in Ungnade und wurde von kaisertreuen Offizieren ermordet.
- Wallensteinstraße, 1869 benannt; siehe Wallensteinplatz. Die Straße hieß vorher teilweise Gärtnergasse und Dammstraße.
- Wasnergasse, 1885 benannt nach dem Schiffsmeister Josef Wasner (1815–1881), Gemeinderat in der Leopoldstadt (1874–1881). Die Gasse hieß davor Augartendamm und ist seit 1900 die Grenze zum 2. Bezirk.
- Webergasse, 1874 nach dem Geistlichen Johann Baptist Weber (1786–1848), Pfarrer der Kirche St. Leopold in der Leopoldstadt (1816–1830). Er gründete im Pfarrhof 1819 den „Verein der Ersten österreichischen Spar-Casse“, die älteste Sparkasse des Kaisertums Österreich. Schon bald nach der Gründung entwickelte sich die Spar-Casse rasch und erreichte eine Ausbreitung über die gesamte Donaumonarchie. Heute ist sie als Erste Bank eine der größten Banken in Österreich.
- Wehlistraße, 1892 benannt nach August von Wehli (1810–1892), Leiter des k.k. Ministeriums des Inneren, Mitglied des Herrenhauses, Vizepräsident der Donauregulierungskommission.[25] Die Straße hieß 1938–1945 Admiral-Scheer-Straße nach Reinhard Scheer. Durch die zögerliche Entwicklung des Gebiets an der Donau, das erst um 1900, also einige Jahrzehnte nach der Donauregulierung, dichter verbaut wurde, wurde die ursprüngliche Parzellierung an vielen Stellen durchbrochen. Die Wehlistraße besteht daher aus fünf nicht miteinander verbundenen Teilen, die sich vom oberen Teil der Brigittenau bis zur Querung des Praters durch die Ostbahn erstrecken.
- Wexstraße, 1896 benannt nach Gustav von Wex (1811–1892), k.k. Ministerialbauinspektor, Mitglied der Donauregulierungskommission. Die Straße hieß davor Untere Gärtnergasse. Auf Plänen um 1890 ist sie als Wenzelgasse (1869 benannt nach Wenzel von Böhmen) bezeichnet, diese hat westlich noch eine Fortsetzung bis zur damals längeren Treustraße.
- Winarskystraße, 1928 benannt nach dem Politiker Leopold Winarsky (1873–1915); im Jahr 1906 wurde er der erste sozialdemokratische Gemeinderat der Brigittenau; ein Jahr später zog er in den Reichsrat ein. Die Straße hieß davor Kaiserwasserstraße und von 1934 bis 1946 Kolpingstraße.
- Wolfsaugasse, 1875 benannt nach der Wolfsau, einer frühen Bezeichnung der Brigittenau gemeinsam mit der Schottenau. Siehe auch Schottenaustraße.
- Württemberggasse, 1869 benannt nach dem deutschen Feldmarschall Ferdinand Friedrich August von Württemberg (1763–1834); während der Napoleonischen Kriege war er Kommandierender General in Innerösterreich und Oberösterreich (1796–1806); von 1810 bis 1820 war er Stadtkommandant von Wien.

## Z
- Zrinyigasse, 1869 benannt nach dem Feldherren Nikola Šubić Zrinski (auch Zrínyi, 1508–1566); er zeichnete sich bei der ersten Türkenbelagerung 1529 aus, und kämpfte in den folgenden Jahren in zahlreichen Gefechten erfolgreich gegen Truppen des Osmanischen Reichs. Zrinski gilt in Kroatien und Ungarn als Nationalheld. Die Gasse hieß zuvor Quergasse, um 1863 Große Gärtnergasse.

## Historische Straßennamen
- Alleegasse: siehe Brigittenauer Lände
- Alter Tabor: siehe Gaußplatz
- Am Augartendamm: siehe Nordwestbahnstraße
- Augartendamm: siehe Wasnergasse
- Daffingergasse: siehe Rebhanngasse
- Dammstraße: siehe Wallensteinstraße
- Donaustraße: siehe Brigittenauer Lände
- Engels-Platz: siehe Friedrich-Engels-Platz
- Feldgasse: siehe Raffaelgasse
- Forstmeisterallee: siehe Nordbahnstraße
- Freigasse: siehe Treustraße
- Freibadgasse: zwischen Dammstraße und Sachsenplatz, 1869 benannt, seit 1913 verbaut
- Gärtnergasse: siehe Wallensteinstraße
- Giessmannstraße: zwischen Wallensteinstraße und der heutigen Adolf-Gstöttner-Gasse, 1876 nach einem Wohltäter benannt, heute ist dort ein Betriebsgelände
- Greifensteinstraße, 1897 nach Greifenstein benannt, 1955 aus dem Straßenverzeichnis gestrichen. Die Straße verband die Wehlistraße mit dem Handelskai nördlich der Aignerstraße.
- Griegplatz: siehe Griegstraße
- Große Gärtnergasse: siehe Zrinyigasse
- Hauptstraße: siehe Taborstraße
- Hofergasse: siehe Eduard-Brückner-Gasse
- Jacobsgasse: siehe Pappenheimgasse
- Kaiser-Joseph-Platz: siehe Friedrich-Engels-Platz
- Kaiser-Platz: siehe Friedrich-Engels-Platz
- Kaiserwasserstraße: siehe Winarskystraße
- Kirchtaggasse und Kirchtagplatz, von der Brigittenauer Lände ungefähr bei der heutigen Nr. 170 weggehend, 1877 nach den Kirtagen bei der Brigittakapelle benannt, heute ist dort eine Wohnhausanlage
- Kolpingstraße: siehe Winarskystraße
- Kremser Straße: siehe Taborstraße
- Margaretengasse: siehe Raffaelgasse
- Mathildengasse: siehe Perinetgasse
- Mathildenplatz: siehe Gaußplatz
- Mittlere Gasse: siehe Treustraße
- Obere Quergasse: siehe Pappenheimgasse
- Pappenheimgasse: siehe Pappenheimgasse
- Pater-Abel-Platz: siehe Friedrich-Engels-Platz
- Quergasse: siehe Zrinyigasse
- Radetzkygasse: siehe Leipziger Straße
- Sachsengasse: beim Sachsenplatz, 1876 benannt, in der Nachkriegszeit überbaut und 1984 aus dem Straßenverzeichnis gestrichen
- Schwedengasse: siehe Lorenz-Müller-Gasse
- Straußgasse: siehe Adolf-Gstöttner-Gasse
- Untere Gärtnergasse: siehe Wexstraße
- Wenzelgasse: siehe Wexstraße
- Winarskygasse: siehe Lorenz-Müller-Gasse
- Wintergasse: siehe Hartlgasse

1938–1945
- Feikestraße: siehe Stromstraße